# Harry S. Truman
Harry S. Truman (n. 8 mai 1884, Lamar, Missouri, SUA – d. 26 decembrie 1972, Kansas City, Missouri, SUA) a fost al 33-lea președinte al Statelor Unite ale Americii (1945–1953). În calitate de vicepreședinte ales în 1944 împreună cu președintele Franklin D. Roosevelt, Truman a devenit președinte la 12 aprilie 1945, când Roosevelt a murit după câteva luni în care sănătatea sa s-a deteriorat. În timpul președinției lui Truman, Statele Unite au încheiat cu succes participarea la al Doilea Război Mondial; imediat după conflict, tensiunile cu Uniunea Sovietică au escaladat, iar perioada a marcat începutul Războiului Rece.
Truman s-a născut în Missouri, și și-a petrecut mare parte din tinerețe la ferma familiei lui. În timpul Primului Război Mondial, Truman a luptat în Franța ca ofițer de artilerie în unitatea Gărzii Naționale din Missouri. După război, a fost pentru scurt timp proprietarul unei mercerii și a intrat în mașina politică democrată a lui Tom Pendergast din Kansas City, Missouri. Prima funcție publică în care a fost ales a fost cea de consilier local al comitatului, iar în 1935 a devenit senator federal de Missouri. A devenit cunoscut în toată țara ca președinte al Comisiei Truman care a activat în timpul războiului și a scos în evidență risipa de bani publici, frauda și corupția din jurul unor contracte pentru efortul de război.
Deși Germania a capitulat la doar câteva săptămâni după ce Truman a devenit președinte, războiul cu Japonia părea că va mai dura cel puțin un an. Truman a ordonat utilizarea armelor atomice împotriva Japoniei, cu scopul de a forța capitularea Japoniei și de a evita morțile în rândurile americanilor ce ar fi putut surveni în urma unei invazii; hotărârea sa rămâne în continuare controversată, dar a fost unul din factorii principali care au dus la încheierea luptelor din Pacific.
Președinția sa a fost un punct de cotitură în domeniul relațiilor externe⁠(en)[traduceți], țara susținând o politică externă internaționalistă în cooperare cu aliații europeni. Colaborând îndeaproape cu Congresul, Truman a contribuit la finanțarea Națiunilor Unite, a proclamat Doctrina Truman — o politică de combatere a comunismului — și a promovat Planul Marshall, un ajutor financiar în valoare de 13 miliarde de dolari care a contribuit la reconstrucția Europei, inclusiv a fostelor țări ale Axei, în timp ce fosta aliată din timpul războiului, Uniunea Sovietică, a devenit un dușman pe timp de pace în Războiul Rece. A supervizat podul aerian al Berlinului în 1948 și înființarea NATO în 1949. Când Coreea de Nord comunistă a invadat Coreea de Sud în 1950, a trimis imediat armata SUA și a obținut aprobarea ONU pentru Războiul din Coreea. După succesele inițiale, forțele ONU au fost respinse de intervenția chineză și conflictul a rămas blocat în ultimii ani ai președinției Truman. În politica internă, legile promovate de Truman s-au confruntat adesea cu opoziția unui congres controlat de republicani, dar administrația sa a reușit să îndrume economia americană printr-o perioadă de recesiune postbelică și a început integrarea rasială a armatei.
Corupția administrației Truman, care a fost pusă în legătură cu anumiți membri ai cabinetului și ai staffului de la Casa Albă, a fost o temă centrală a campania prezidențială din 1952⁠(en)[traduceți], în care Adlai Stevenson, succesorul lui Truman la candidatura democrată, a pierdut în fața republicanului Dwight D. Eisenhower. Evaluarea populară, dar și cea făcută de specialiști, a președinției sale a fost la început una negativă, dar în cele din urmă Truman a fost reevaluat după retragerea din viața politică. Răsturnarea de situație de la alegerile din 1948⁠(en)[traduceți] când a obținut un nou mandat de președinte este adesea amintită de candidații slab cotați în sondaje.

## Tinerețea și începuturile carierei

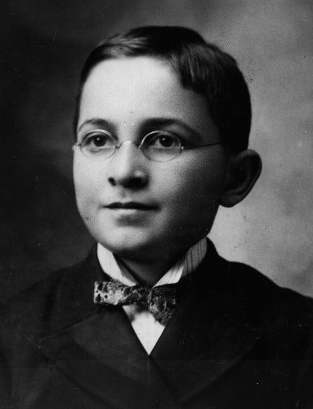
Truman la vârsta de 13 ani (1897)

Harry S. Truman s-a născut la 8 mai 1884 în Lamar, Missouri, și a fost cel mai mare copil al lui John Anderson Truman (1851–1914) și al Marthei Ellen Young Truman⁠(d) (1852–1947). Părinții i-au ales numele de Harry după fratele mamei, Harrison „Harry” Young (1846–1916). Nu i-au ales propriu-zis un al doilea nume de botez, adăugându-i doar inițiala „S” pentru a-i mulțumi pe ambii săi bunici, Anderson Shipp Truman și Solomon Young. Litera „S” nu abreviază un cuvânt anume, practică frecventă la populația de origine scoțiano-irlandeză⁠(en)[traduceți]. Părinții au mai avut un fiu, John Vivian (1886–1965), născut la doi ani după Harry, după care o fată, Mary Jane (1889–1978).
John Truman era fermier și negustor de animale. Familia a locuit în Lamar până când Harry a împlinit zece luni, după care s-a mutat la o fermă de lângă Harrisonville⁠(en)[traduceți] și apoi la Belton⁠(en)[traduceți], iar din 1887 a trăit la ferma de 240 ha a bunicilor din Grandview⁠(en)[traduceți]. Când Truman avea șase ani, părinții s-au mutat la Independence⁠(d), pentru a-l da la Școala Prezbiteriană de acolo. Abia la opt ani, Truman a început o educație formală. Pe când trăia în Independence, a lucrat ca Shabbos goy⁠(en)[traduceți] pentru vecinii săi evrei, făcând în locul lor în ziua de Sabat munci care acestora le erau interzise de religie.

Așteptările ca Truman să piardă în 1948 erau atât de mari încât Chicago Tribune a mers la tipar cu acest titlu incorect.

În copilărie, pe Truman îl interesau muzica, lectura și istoria, toate aceste pasiuni fiindu-i încurajate de mama lui, de care era foarte apropiat—chiar când era președinte, el a solicitat sfaturi personale și politice de la ea. Se trezea în fiecare dimineață la ora cinci pentru a exersa la pian, instrument pe care l-a studiat de două ori pe săptămână până la cincisprezece ani. Truman a fost paj la Convenția Partidului Democrat din 1900⁠(en)[traduceți] care a avut loc la Convention Hall⁠(en)[traduceți] din Kansas City; tatăl său avea mulți prieteni care activau în Partidul Democrat și care aveau să-l ajute pe tânărul Harry să obțină prima sa funcție politică.
După ce a absolvit Liceul din Independence (astăzi William Chrisman High School⁠(en)[traduceți]) în 1901, Truman a lucrat ca pontator la calea ferată Santa Fe⁠(en)[traduceți], dormind în tabere de muncitori itineranți⁠(en)[traduceți] de pe lângă căile ferate. După aceea, a avut mai multe slujbe pe lângă biserici, și a lucrat pentru scurt timp la sortarea corespondenței la redacția Kansas City Star⁠(en)[traduceți]. Harry Truman și fratele său, Vivian, au lucrat apoi ca funcționari la National Bank of Commerce din Kansas City; unul din colegii săi, și în același timp vecin în clădirea de locuințe unde stăteau, era Arthur Eisenhower, frate cu Dwight și cu Milton⁠(en)[traduceți]. A revenit la ferma Grandview în 1906, unde a rămas până s-a înrolat în armată în 1917. În această perioadă, a curtat-o pe Bess Wallace, pe care a cerut-o în căsătorie în 1911. Ea l-a refuzat. Truman s-a angajat ca, înainte de a o mai cere în căsătorie, să câștige mai mulți bani decât câștiga ca fermier.
Truman este cel mai recent președinte american care nu a absolvit colegiul. După ce a frecventat pentru scurt timp un colegiu de afaceri, între 1923–25 a studiat dreptul la seral la Kansas City Law School (astăzi, Facultatea de Drept de la Universitatea din Missouri–Kansas City⁠(en)[traduceți]), dar a renunțat după ce a pierdut alegerile pentru postul de judecător districtual.  Avocații săi din zona Kansas City îl informaseră că educația și experiența îi erau probabil suficiente pentru a primi o licență de a practica dreptul, dar nu a mai încercat să o obțină deoarece a fost ales ca președinte de instanță de judecată.  În 1947, în timp ce era președinte, Truman a depus cerere pentru a obține o licență de a practica dreptul. Un prieten avocat începuse să facă aranjamentele, și l-a informat pe Truman că cererea trebuie autentificată la un notar. Când a primit această informație, Truman deja se răzgândise, așa că nu a mai făcut nimic. După redescoperirea cererii lui Truman, în 1996, Curtea Supremă a Statului Missouri⁠(en)[traduceți] a emis o diplomă de licență postumă pe numele lui Truman.

### Primul Război Mondial

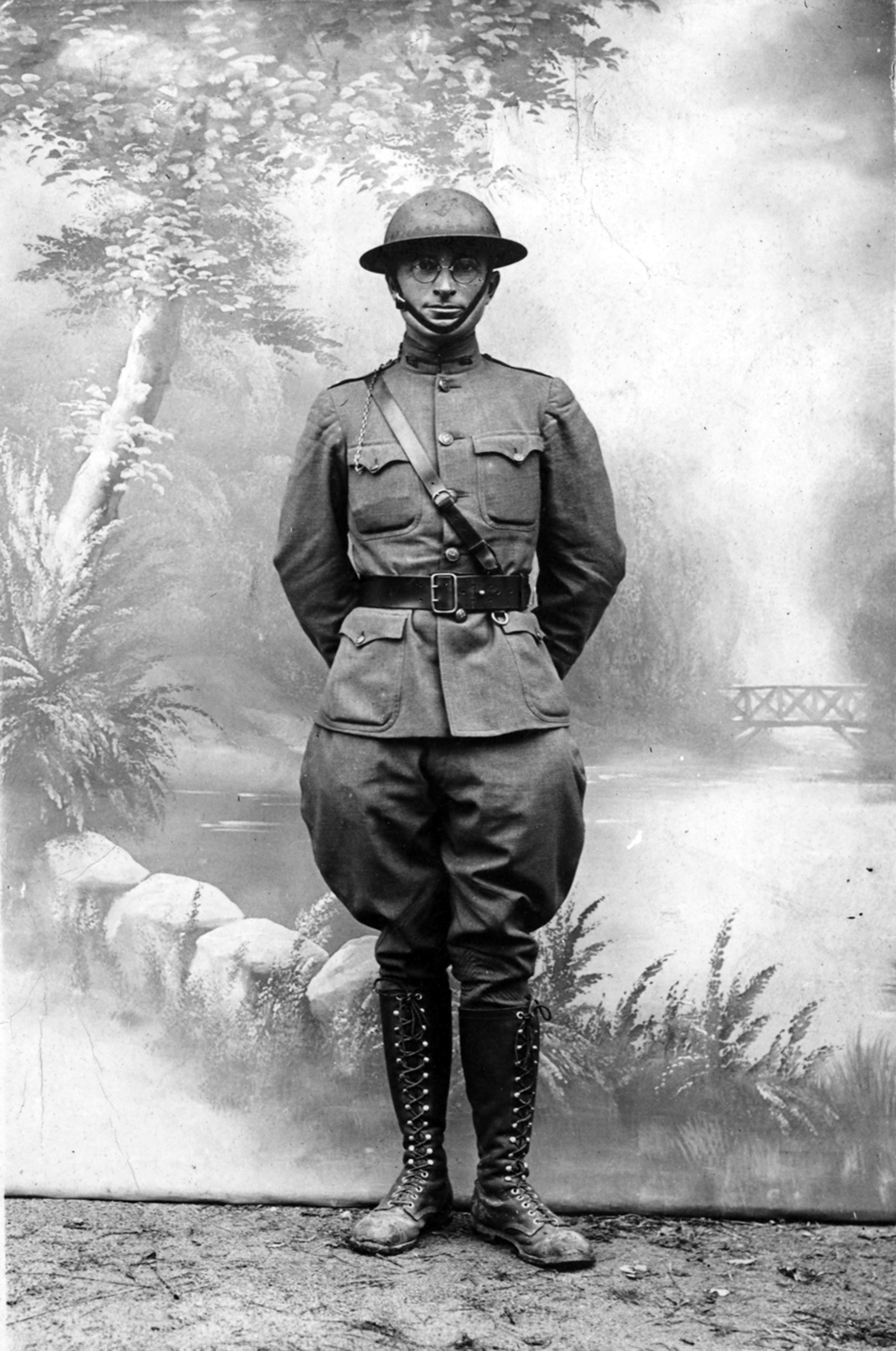
Truman în uniformă militară ca. 1918

Din cauza problemelor de vedere, Truman nu a fost admis la Academia Militară de la West Point, unde își dorea să intre încă din copilărie. În aceste condiții, el s-a înrolat în Garda Națională a statului Missouri în 1905, servind până în 1911 într-o unitate de artilerie din Kansas City. La examinarea de admitere, acuitatea vizuală i-a fost măsurată la 20/50 picioare la ochiul drept și 20/400 la ochiul stâng, valori inacceptabile. A mai dat o dată testul, pe care l-a trecut memorând în secret tabelul cu litere.
Truman s-a reînrolat în Garda Națională după ce Statele Unite au intrat în Primul Război Mondial, deși, fiind singurul bărbat din familie, el era exceptat de la serviciul militar. Truman a fost ales ofițer, cu gradul de locotenent într-o baterie de artilerie. Înainte de a merge pe teatrul de război din Franța, Truman a fost trimis la Camp Doniphan, Oklahoma⁠(en)[traduceți], Fort Sill⁠(en)[traduceți], lângă Lawton, Oklahoma⁠(en)[traduceți], pentru instrucție. El a administrat magazinul militar⁠(en)[traduceți] al unității împreună cu Edward Jacobson⁠(d), un funcționar al unui magazin de îmbrăcăminte pe care îl cunoștea din Kansas City; sub administrarea celor doi, magazinul a produs dividende de 10.000 de dolari în șase luni. La Fort Sill, Truman l-a cunoscut pe locotenentul James M. Pendergast, nepotul lui Thomas Joseph (Tom) Pendergast, un mogul politic din Kansas City, relație care avea să aibă o importantă influență în viața lui Truman.
Ajuns în iulie 1918 la gradul de căpitan de armată, Truman a fost numit comandant de baterie într-un regiment de artilerie din Franța. Noua sa unitate, bateria D, din cadrul Regimentului 129 Artilerie⁠(en)[traduceți], brigada 60, Divizia 35 Infanterie⁠(en)[traduceți], era cunoscută pentru problemele de disciplină, iar Truman a fost la început nepopular. În timpul unui atac-surpriză al germanilor în Munții Vosgi, soldații au început să fugă. Folosind termeni argotici învățați de la muncitorii feroviari din Santa Fe, Truman i-a încurajat pe subordonații săi să rămână și să lupte; surprinși să-l audă pe Truman folosind un asemenea limbaj, ei s-au conformat pe loc.
La 26 septembrie 1918, la deschiderea Ofensivei Meuse-Argonne⁠(en)[traduceți], unitatea lui Truman a făcut parte dintr-un masiv baraj de artilerie pregătit în avans. Ea a înaintat cu dificultate pe un teren accidentat în urma infanteriei, și când se aflau la vest de Cheppy, au organizat un punct de observare. Hotărârea lui Truman de a ignora ordinele a salvat probabil viețile unor soldați americani. Privind cu binoclul în ziua de 27 septembrie, el a observat o baterie de artilerie inamică în curs de desfășurare pe malul opus al unui râu, pe o poziție de pe care puteau trage asupra diviziei 28. Ordinele lui Truman nu-i permiteau să tragă decât asupra țintelor ce amenințau Divizia 35, dar el le-a ignorat și a așteptat până când germanii au îndepărtat caii de tunuri, după care a deschis focul și a îndepărtat inamicul. Truman a fost criticat de comandantul său, colonelul Karl D. Klemm, dar nu a fost pus sub acuzare la curtea marțială.
În alte acțiuni din timpul luptelor din Meuse-Argonne, Truman a susținut brigada de tancuri a lui George S. Patton. La 11 noiembrie 1918, unitatea sa de artilerie a tras unele din ultimele focuri ale celui de-al Doilea Război Mondial, către pozițiile germane din Hermeville, cu puțin timp înainte de intrarea în vigoare a armistițiului la ora 11 am. Sub comanda lui Truman, în Franța, bateria sa nu a pierdut niciun om, iar soldații i-au oferit după întoarcerea în țară o cană ornată ca semn de prețuire.
Războiul a fost o experiență transformatoare care a scos în evidență calitățile de lider ale lui Truman. Deși a început anul 1917 ca fermier cu familia, fără succes în mai multe încercări de afaceri, comportamentul lui Truman în război a deschis calea carierei sale politice interbelice în Missouri.
Truman a fost educat religios în comunitățile bisericilor baptistă și presbiteriană; a evitat evanghelizare în masă⁠(d) și uneori chiar îi ironiza pe pastorii care le organizau. A vorbit rareori despre religie, care pentru el însemna în principal un comportament etic în acord cu ideile protestante. Majoritatea soldaților pe care i-a avut sub comandă în război erau catolici; aptitudinile sale interpersonale și de conducător care i se dezvoltau atunci și care aveau să facă din el un politician de succes i-au permis să se înțeleagă bine cu ei, ca și cu soldații din alte culte creștine și cu evreii din unitatea sa.

### Continuarea serviciului militar
Truman a fost lăsat la vatră cu grad de maior în mai 1919. În 1920 a fost numit maior în Corpul Ofițerilor în Rezervă; a devenit apoi locotenent-colonel în 1925 și colonel în 1932. În deceniile anilor 1920 și 1930, Truman a comandat Batalionul 1 din cadrul Regimentului 379 Artilerie de Câmp, unitate din cadrul Diviziei 102 Infanterie. După ce a fost înaintat la gradul de colonel, Truman a comandat și regimentul.
După ce a fost ales în Senatul SUA, Truman a fost transferat la Grupul de Însărcinări Generale, o unitate care înregimenta ofițerii mai puțin activi; nu a fost consultat sau notificat în avans.  Truman a protestat împotriva acestui transfer, și a reprimit comanda regimentului. A rămas rezervist activ până la începutul anilor 1940.  Truman s-a oferit voluntar pentru serviciul militar activ în timpul celui de al Doilea Război Mondial, dar nu a fost acceptat, în parte din cauza vârstei, și în parte pentru că președintele Franklin D. Roosevelt dorea ca senatorii și congressmanii care aparțineau trupelor de rezervă să susțină efortul de război prin activitatea în Congres, sau prin încheierea serviciului activ și reluarea posturilor din Congres. A rămas rezervist inactiv de la începutul anilor 1940 până la pensionarea sa la 20 ianuarie 1953.

## Cariera politică

### Judecător în comitatul Jackson

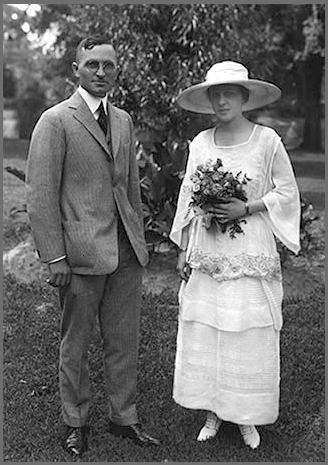
Nunta soților Truman, 28 iunie 1919

La sfârșitul războiului, Truman s-a întors la Independence, și s-a căsătorit cu Bess Wallace la 28 iunie 1919. Cei doi au avut un copil, Mary Margaret⁠(d) (17 februarie 1924 – 29 ianuarie 2008).
Cu puțin timp înainte de nuntă, Truman și Jacobson și-au deschis o mercerie la strada 12 Vest numărul 104, în centrul orașului Kansas City. După ce la început afacerea a mers bine, magazinul a dat faliment în timpul recesiunii din 1921⁠(en)[traduceți]. Truman a reușit să plătească toate datoriile generate de această afacere abia în 1934, și chiar și atunci a avut nevoie de ajutor. Jacobson și Truman au rămas prieteni apropiați, și sfaturile lui Jacobson pe tema sionismului aveau să joace un rol în hotărârea guvernului american de a recunoaște statul Israel. În 1922, cu ajutorul mașinii politice democrate din Kansas City, conduse de Tom Pendergast, Truman a fost ales judecător al Curții Comitatului din districtul estic al comitatului Jackson—un post administrativ, nu judecătoresc, similar cu cel de comisar (sau consilier) de comitat din alte zone ale țării.
Truman nu a mai fost reales în 1924, pierzând din cauza unui val republican generat de președintele Calvin Coolidge. Cei doi ani petrecuți într-o zonă aridă a politicii, vânzând carnete de membru de cluburi automobilistice, l-au convins că o carieră în serviciul public este mai sigură pentru un om aproape între două vârste și care nu a avut niciodată succes în sectorul privat. Cu ajutorul mașinii lui Pendergast, Truman a fost ales în 1926 judecător în prezidiu la Curtea Comitatului, și a fost reales în 1930. Truman a contribuit la coordonarea „Planului pe Zece Ani”, care a transformat comitatul Jackson și a transformat aspectul comitatului Jackson și al orașului Kansas City cu noi proiecte de lucrări publice, inclusiv numeroase drumuri, construcția unei noi clădiri administrative a Curții proiectate de firma Wight and Wight⁠(en)[traduceți], și inaugurarea unei serii de 12 monumente, serie denumită Madonna of the Trail⁠(en)[traduceți], în cinstea femeilor-pionier din istoria Statelor Unite.
În 1933, Truman a fost numit director pentru statul Missouri al Programului Federal pentru Reangajare (în contextul Civil Works Administration⁠(en)[traduceți]) la rugămintea directorului poștelor James Farley⁠(en)[traduceți], ca răsplată pentru Pendergast care a contribuit la câștigarea alegerilor prezidențiale⁠(en)[traduceți] în Kansas City de către Franklin D. Roosevelt. Numirea a confirmat controlul lui Pendergast asupra locurilor de muncă la stat în  Missouri și a marcat punctul de maxim al puterii sale. Aceasta a generat și o relație strânsă între Truman și Harry Hopkins⁠(en)[traduceți], consilierul lui Roosevelt, și a asigurat susținerea lui Truman pentru politica New Deal.

### Senator al Statelor Unite

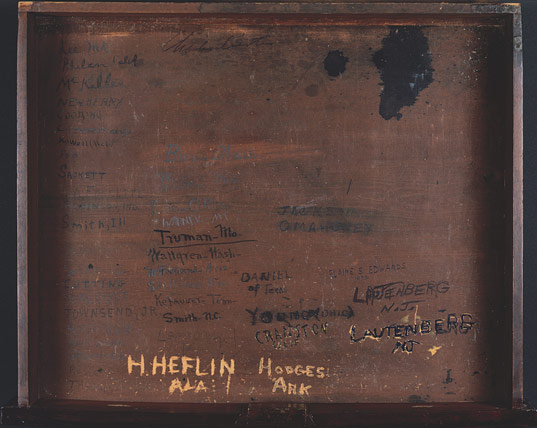
Banca din Senat folosită de Truman

După câteva mandate în administrația locală, Truman dorea să candideze pentru postul de guvernator sau pentru Congres, dar Pendergast i-a respins inițial aceste ambiții. Truman credea că își va petrece toată cariera într-o sinecură profitabilă la nivel de comitat, dar, în cele din urmă, după ce a fost refuzat de patru alte persoane, Pendergast s-a văzut nevoit să-l susțină pe Truman drept candidat democrat la alegerile legislative din 1934⁠(en)[traduceți] pe statul Missouri. În alegerile primare⁠(en)[traduceți], Truman a învins doi congressmeni în funcție, John J. Cochran⁠(en)[traduceți] și Jacob L. Milligan⁠(en)[traduceți], cu susținerea solidă a comitatului Jackson, care a fost esențială pentru candidatura sa, la fel ca și relațiile pe care și le făcuse în tot statul ca oficial local, mason, rezervist al armatei și membru al Legiunii Americane.. Truman l-a învins apoi în alegeri pe candidatul republican, senator în funcție, Roscoe C. Patterson⁠(en)[traduceți], la o distanță de aproape 20 de puncte procentuale.
Truman a preluat funcția cu reputația de „senatorul lui Pendergast”. Deși a contribuit la unele decizii favorabile lui Pendergast, Truman a susținut mereu că a votat după libera sa conștiință. Ulterior, a apărat numirile în sinecuri susținute de votul său, spunând că oferind puțin mașinii politice, a salvat multe altele de aceasta. În primul său mandat de senator, Truman a criticat lăcomia corporațiilor și pericolul pe care îl reprezentau speculatorii de pe Wall Street și alte interese speciale ale cercurilor financiare care obțineau prea multă influență în afacerile naționale. El a fost în mare parte ignorat de președintele Roosevelt, și primea cu greu răspunsuri de la Casa Albă.
La alegerile din 1940⁠(en)[traduceți], procurorul general Maurice Milligan și fostul guvernator Lloyd Stark⁠(en)[traduceți] au candidat împotriva lui Truman la alegerile primare democrate. Truman era slăbit politic după ce Pendergast fusese încarcerat pentru evaziune fiscală în anul anterior; senatorul îi rămăsese loial, susținând că pentru căderea baronului local erau de vină judecătorii republicani, și nu administrația Roosevelt. Crucială pentru Truman s-a dovedit a fi susținerea din partea liderului de la St. Louis Robert E. Hannegan⁠(en)[traduceți]; acesta avea ulterior să aranjeze înțelegerea prin care Truman avea să ajungă candidat la funcția de vicepreședinte. În cele din urmă, Stark și Milligan au divizat voturile anti-Pendergast din alegerile primare democrate pentru candidatura la Senat, iar Truman a câștigat cu 8.000 de voturi. În alegerile din noiembrie, Truman l-a învins pe republicanul Manvel H. Davis⁠(d) cu 51% la 49%.
Spre sfârșitul lui 1940, Truman a călătorit la mai multe baze militare. Risipa și specula pe care le-a văzut l-au determinat să se folosească de faptul că era președinte de subcomisie în cadrul Comisiei pentru Afaceri Militare pentru a demara anchete ale abuzurilor ce aveau loc în timp ce țara se pregătea de război. S-a înființat o comisie separată de anchetă în frunte cu Truman; administrația Roosevelt a preferat acest plan decât deschiderea unei anchete mult mai ostile din partea Camerei Reprezentanților. Președinția a ceea ce avea să fie cunoscut sub numele de „Comisia Truman” au făcut din el o personalitate națională. Activitatea Comisiei Truman s-a întins de la a critica oamenii angajați pe un dolar⁠(en)[traduceți] de guvern, dintre care mulți s-au dovedit a fi ineficienți, până la anchetarea unui proiect imobiliar pe bani publici, prost construit, pentru muncitorii din New Jersey ce activau în industria de război. S-a estimat că această comisie a economisit până la 15 miliarde de dolari; activitatea ei l-a pus pe Truman pe coperta revistei Time. Conform minutelor ședințelor Senatului, prin conducerea comisiei, „Truman și-a șters fosta imagine publică de băiat de salon al baronilor politici locali din Kansas City” și „niciun alt senator nu a câștigat mai mult capital politic din prezidarea unei comisii speciale de anchetă decât  Harry S. Truman din Missouri.”

## Vicepreședinția

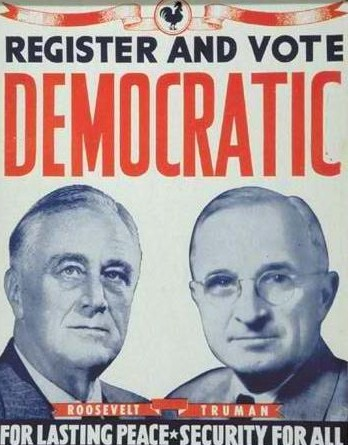
Afiș electoral pentru Roosevelt/Truman din 1944

Vicepreședintele Henry Wallace, deși popular în rândul electoratului democrat, era considerat a fi prea de stânga și prea prieten cu cercurile sindicale pentru unii dintre consilierii lui Roosevelt. Știind că s-ar putea ca Roosevelt să nu trăiască până la sfârșitul celui de al patrulea mandat, atât președintele cât și câțiva dintre confidenții săi au început să acționeze pentru înlocuirea lui Wallace. Președintele la final de mandat al Comitetului Național al Partidului Democrat Frank C. Walker⁠(en)[traduceți], succesorul său Hannegan, trezorierul partidului, Edwin W. Pauley⁠(en)[traduceți], strategul Ed Flynn⁠(en)[traduceți], primarul orașului Chicago⁠(en)[traduceți] Edward Joseph Kelly⁠(en)[traduceți] și lobbyistul George E. Allen doreau cu toții ca Wallace să nu mai candideze pentru vicepreședinție. Roosevelt a spus liderilor partidului că va accepta fie pe Truman, fie pe judecătorul Curții Supreme William O. Douglas⁠(en)[traduceți]. Liderii de partid de la nivel de stat și oraș îl preferau pe Truman, iar Roosevelt a acceptat. Truman nu a făcut niciun fel de campanie pentru a obține candidatura, deși s-a bucurat de atenția primită, pe care o considera un semn că devenise mai mult decât „senatorul lui Pendergast”.
Nominalizarea lui Truman, poreclită „al Doilea Compromis Missouri", a fost bine primită, iar candidatura Roosevelt–Truman a câștigat cu 432–99 în Colegiul Electoral, învingând candidatura guvernatorului statului New York Thomas E. Dewey și a guvernatorului statului Ohio John Bricker⁠(en)[traduceți]. Truman a depus jurământul ca vicepreședinte la 20 ianuarie 1945.
Scurta vicepreșidinție a lui Truman a fost lipsită de evenimente. Și-a dat votul de departajare în calitate de președinte al Senatului la confirmarea fostului vicepreședinte Henry Wallace în funcția de secretar pentru comerț. Roosevelt nu prea îl contacta, nici măcar pentru a-l informa de vreo decizie majoră; președintele și vicepreședintele au avut doar două întrevederi exclusive în timpul perioadei petrecute împreună la conducerea țării. Într-una din primele sale acțiuni ca vicepreședinte, Truman a generat unele controverse când a participat la înmormântarea lui Pendergast, care căzuse în dizgrație. La criticile primite, el a răspuns doar: „mi-a fost mereu prieten, și la fel eu i-am fost lui”. El discutase rareori politică externă sau internă cu Roosevelt și era neinformat în ce privește inițiativele majore legate de mersul războiului și în ce privește proiectul strict secret Manhattan, care era pe cale să testeze prima bombă nucleară din lume.
Truman fusese vicepreședinte timp de numai 82 de zile când președintele Roosevelt a murit la 12 aprilie 1945. În acea după-amiază, Truman prezida, ca de obicei, ședința Senatului. Tocmai încheiase lucrările Senatului pentru ziua respectivă și se pregătea să bea un pahar cu speakerul Camerei⁠(en)[traduceți] Sam Rayburn în biroul acestuia, când a primit un mesaj urgent să meargă imediat la Casa Albă. Truman a crezut că președintele Roosevelt dorește să-i vorbească, dar Eleanor Roosevelt l-a informat că soțul ei murise în urma unei hemoragii cerebrale masive. Truman s-a arătat îngrijorat pentru doamna Roosevelt și a întrebat-o dacă poate face ceva pentru ea. Ea i-a răspuns: „Este ceva ce noi putem face pentru tine? Tu ești cel în necaz acum!”.

## Președinția 1945–1953

### Primul mandat (1945–1949)

#### Preluarea funcției; bomba nucleară
Pentru mai multe detalii despre acest subiect, vedeți Bombardamentele atomice de la Hiroshima și Nagasaki.

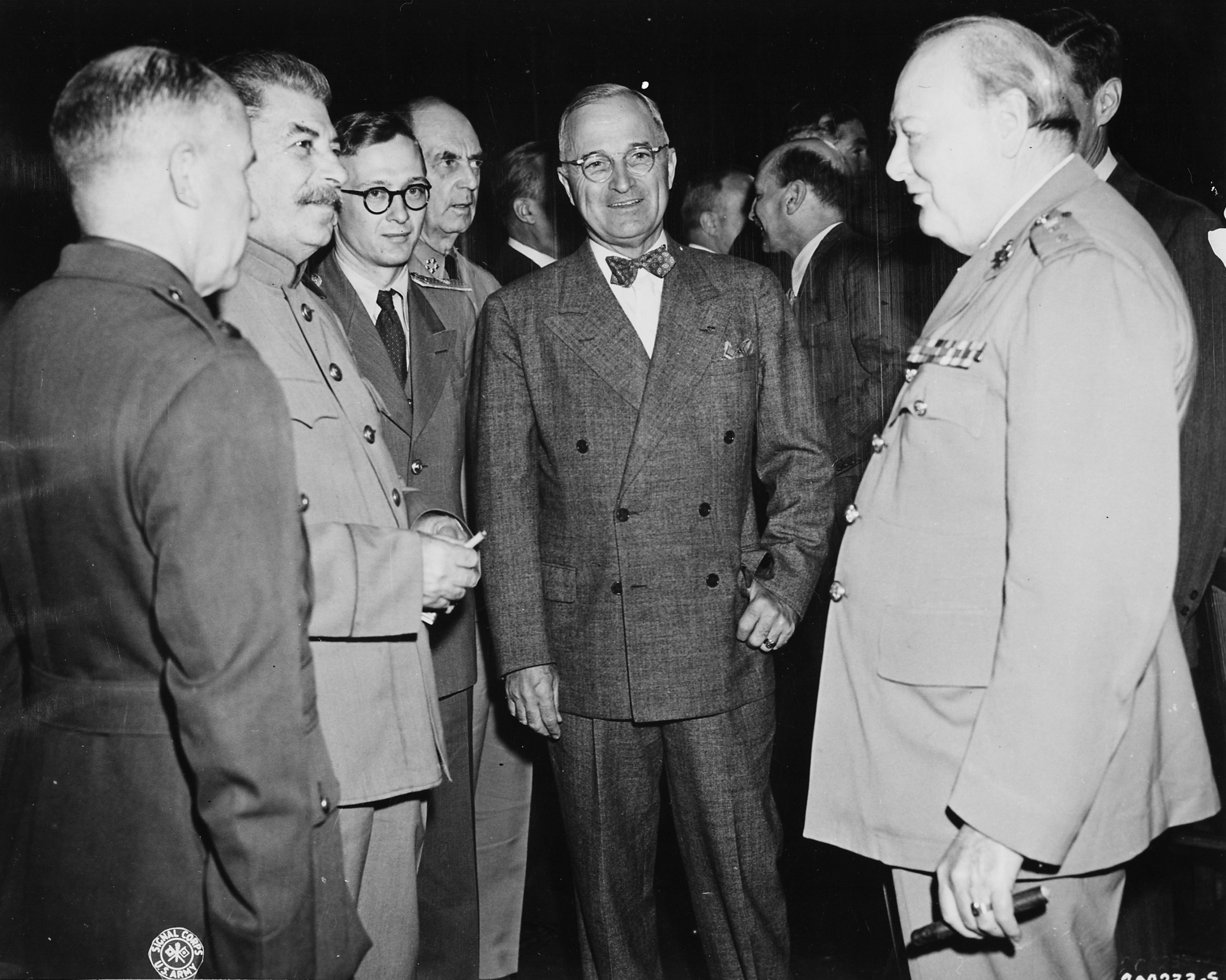
Iosif Stalin, Harry S. Truman și Winston Churchill la Potsdam, în iulie 1945

La scurt timp după depunerea jurământului, Truman a declarat reporterilor:
„ Băieți, dacă vă rugați vreodată, rugați-vă acum pentru mine. Nu știu dacă v-a căzut vreodată un balot de fân în cap, dar când mi s-a spus ce s-a întâmplat ieri, am simțit că Luna, stelele și toate planetele au căzut pe mine.”
La preluarea președinției, Truman a cerut tuturor membrilor cabinetului lui FDR să rămână în funcție, și le-a spus că este deschis oricărui sfat, dar a subliniat un principiu central al administrației sale: acela că el va fi cel care va lua hotărârile, și că secretarii cabinetului trebuie să le susțină. Deși i s-a spus pe scurt în după-amiaza zilei de 12 aprilie că Aliații dețin o armă nouă cu potențial mare de distrugere, abia la 25 aprilie secretarul de război Henry Stimson i-a dat detalii. Truman a beneficiat de o perioadă de bunăvoință populară după moartea lui Roosevelt, extinsă și datorită succesului Aliaților în Europa, care au încheiat războiul acolo. Truman a fost foarte mulțumit că a putut proclama  victoria în Europa la 8 mai 1945, în ziua când a împlinit 61 de ani.
Am descoperit cea mai teribilă bombă din istoria lumii. Ar putea fi distugerea prin foc profețită în Epoca Văii Eufratului, după Noe și fabuloasa lui arcă. 
În urma victoriei Aliaților, Truman a călătorit în Europa pentru conferința de la Potsdam, și acolo a aflat că testul Trinity al primei bombe nucleare, efectuat la 16 iulie, avusese succes. El i-a sugerat lui Iosif Stalin că SUA va utiliza un nou fel de armă împotriva japonezilor. Deși a fost prima dată când sovieticii au primit oficial vreo informație despre bomba nucleară, Stalin știa deja despre proiect, întrucât a fost informat de spioni cu mult înainte ca Truman însuși să știe.
În august, după ce guvernul imperial a refuzat să capituleze, Truman a autorizat bombardarea nucleară a Japoniei. Deși nu se știa cât de devastatoare vor fi exploziile și care vor fi urmările lor, Truman, ca și majoritatea americanilor, nu avea nicio înclinație de a arăta vreun fel de milă față de japonezi după atâția ani grei de război. Truman a afirmat mereu că hotărârea de a bombarda Japonia a salvat vieți de ambele părți; estimările militare pentru o invazie a arhipelagului nipon erau că ar putea dura un an și că s-ar putea solda cu între 250.000 și 500.000 de morți în rândul americanilor. El știa și că programul ar putea costa 2 miliarde de dolari, și astfel nu putea să ignore o alternativă care să pună rapid capăt războiului. Hiroshima a fost bombardată la 6 august și Nagasaki pe 9. Japonezii încă păreau să ezite în a capitula, și Truman a ordonat un raid aerian convențional asupra capitalei Tokyo la 13 august; Japonia a acceptat să capituleze a doua zi.

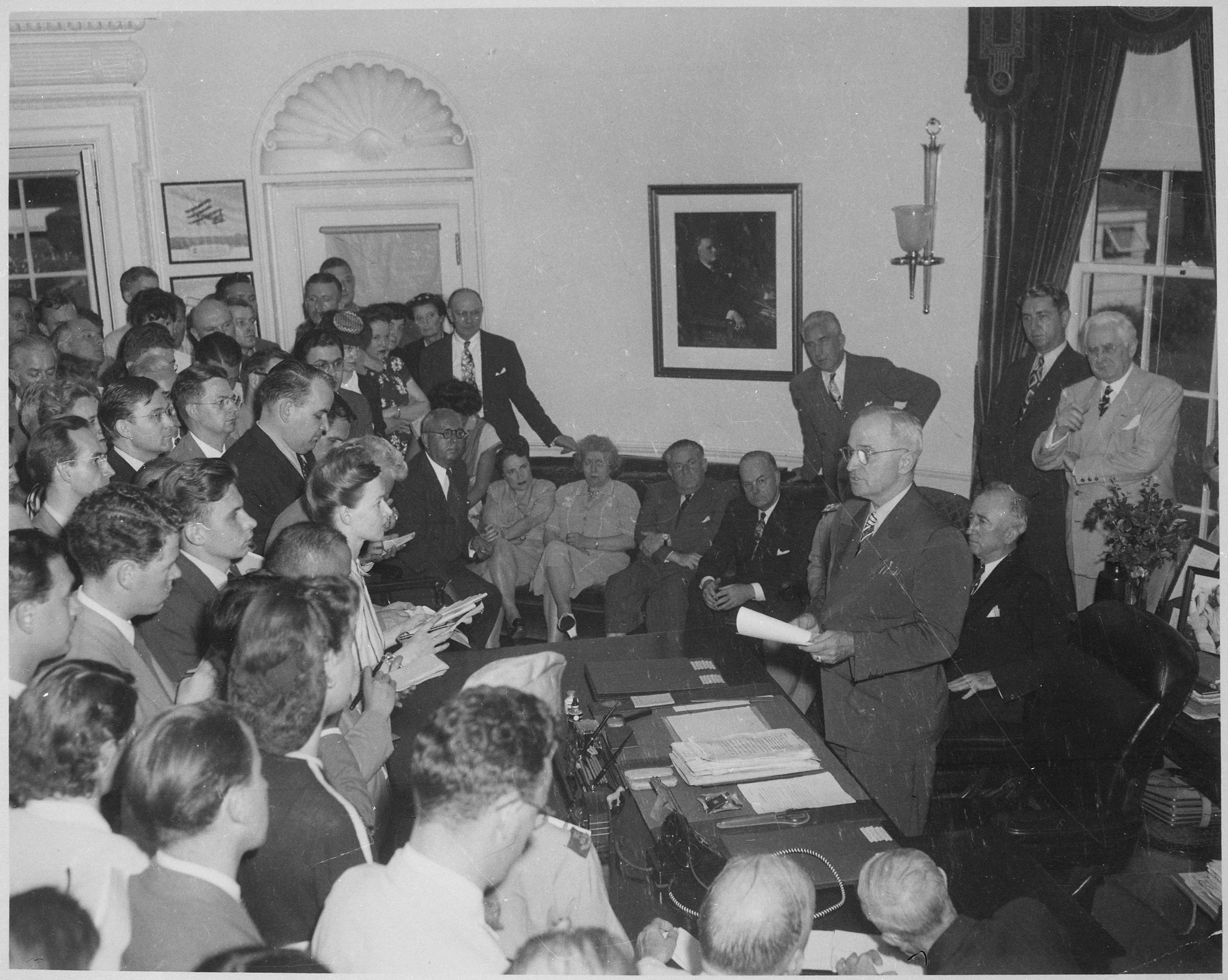
Truman anunțând capitularea Japoniei. Washington, DC, 14 august 1945

Susținătorii hotărârii lui Truman afirmă că, dată fiind tenacitatea cu care japonezii au apărat insulele ocupate din Pacific, bombardamentele au salvat sute de mii de vieți care s-ar fi pierdut într-o invazie a insulelor principale ale Japoniei. În 1954, Eleanor Roosevelt a spus că Truman „a luat singura hotărâre pe care o putea lua” și că utilizarea bombei a fost necesară „pentru a evita un uriaș sacrificiu de vieți de americani”. Alții au susținut că utilizarea armelor nucleare nu era necesară și că era inerent imorală. Truman a scris, ulterior, că „știam ce fac când am pus capăt războiului ... nu am regrete și, în condiții similare, aș face-o din nou.”

#### Grevele și problemele economice
Sfârșitul celui de al Doilea Război Mondial a fost urmat de o perioadă dificilă de tranziție de la o economie de război la una de pace. Costurile efortului de război fuseseră enorme, iar Truman intenționa să reducă cheltuielile guvernamentale în domeniul militar cât mai repede. Demobilizarea armatei și reducerea dimensiunilor diferitelor servicii era o prioritate pentru reducerea costurilor. Efectul demobilizării economiei nu se cunoștea, dar existau temeri că țara ar putea intra într-o nouă criză. Trebuia să se lucreze destul de mult pentru un plan de tranziție la producția de bunuri pe timp de pace cu evitarea în același timp a șomajului masiv în rândurile veteranilor de război. Nu exista un consens în rândul oficialilor guvernamentali privind cursul economic al Statelor Unite postbelice. Mai mult, Roosevelt nu dăduse atenție Congresului în ultimii săi ani, iar Truman trebuia să colaboreze cu un organism în care o combinație de republicani și democrați conservatori din Sud formau un bloc foarte puternic.
Președintele s-a confruntat cu redeșteptarea conflictelor de muncă între muncitori și angajatori, conflicte care înghețaseră pe durata războiului; cu penurii grave de locuințe și bunuri de consum; și cu mari nemulțumiri în ce privește inflația, care ajunsese la un moment dat la 6% într-o singură lună. Pe lângă acest mediu polarizat, a apărut un val de greve care au destabilizat marile industrii, iar răspunsul lui Truman a fost în general considerat ineficient. O creștere rapidă a costurilor a fost alimentată de renunțarea la controlul prețurilor la majoritatea produselor, iar muncitorii cereau creșteri salariale. O grevă majoră în domeniul siderurgic din ianuarie 1946, cu 800.000 de muncitori—cea mai mare din istoria țării—a fost urmată de o grevă în domeniul extracției cărbunelui în aprilie și una în domeniul feroviar în mai. Public era furios, majoritatea pronunțându-se în sondaje în favoarea interzicerii grevelor muncitorilor din serviciile publice și în favoarea unui moratoriu pe acțiunile sindicale. Truman a propus legi de încorporare forțată a greviștilor în armată și, participând la o ședință a Congresului, a reușit să anunțe încetarea grevei feroviare. Propunerea sa a fost adoptată de Camera Reprezentanților, dar a fost respinsă de Senat. În ce privește mărufurile al căror preț rămânea controlat de stat, producătorii nu erau dispuși să vândă la aceste prețuri scăzute artificial: fermierii au refuzat cu lunile să vândă cereale în 1945 și 1946 până când prețurile nu au crescut semnificativ, chiar dacă nevoia de cereale era una stringentă, nu doar pentru utilizarea internă, ci și pentru a opri foametea postbelică din Europa.

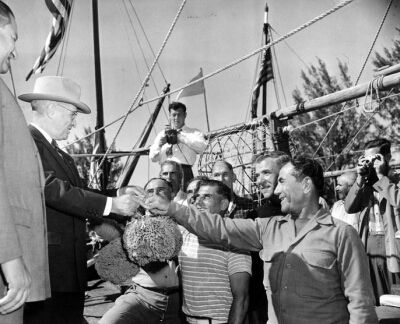
Truman cu niște americani de origine greacă, culegători de bureți de mare, Florida, 1947

Deși agitațiile muncitorești au fost reduse după încetarea grevei feroviare, ele au persistat de-a lungul președinției lui Truman. Ratingul președintelui a scăzut de la 82% în sondajele din ianuarie 1946 până la 52% în iunie. Această nemulțumire față de politicile administrației Truman au dus la mari pierderi suferite de Partidul Democrat în alegerile din 1946, când republicanii au obținut majoritatea în Congres pentru prima oară după 1930. În Congres au fost aleși noi politicieni republicani care aveau să iasă la rampă în anii următori, între care senatorul de Wisconsin Joe McCarthy și congressmanul de California Richard Nixon. Când Truman a scăzut în sondaje la 32%, senatorul democrat de Arkansas William Fulbright⁠(en)[traduceți] i-a sugerat să demisioneze; președintele a răspuns că nu-l interesează ce spune senatorul „Halfbright”.
Truman a cooperat îndeaproape cu liderii republicani ai noii majorități în subiecte de politică externă, deși s-a aflat permanent în conflict cu ei pe teme de politică internă. Puterea sindicatelor a fost redusă semnificativ prin Legea Taft-Hartley⁠(en)[traduceți], care a fost adoptată peste vetoul lui Truman. În 1947, Truman a respins de două ori legi de reducere a impozitului pe venit. Deși aceste prime două legi respinse nu au mai fost adoptate, Congresul a trecut din nou peste vetoul președintelui la o lege de reducere a taxelor în 1948. Partidele au cooperat totuși pe unele probleme; Congresul a adoptat Legea succesiunii prezidențiale din 1947⁠(en)[traduceți], prin care speakerul Camerei Reprezentanților a devenit al treilea succesor al președintelui după vicepreședinte, în locul secretarului de stat. Pregătindu-se pentru alegerile din 1948, Truman și-a clarificat identitatea de democrat în tradiția New Deal, susținând un proiect pentru asigurări de sănătate de stat⁠(en)[traduceți], abrogarea legii Taft–Hartley, și un program agresiv de extindere a drepturilor civile. Luate împreună, acestea constituiau o agendă legislativă largă, ce avea să fie poreclită „Fair Deal⁠(en)[traduceți]”. Propunerile lui Truman nu au fost bine primite de Congres, nici măcar după ce democrații au redevenit majoritari după 1948. Doar unul dintre marile proiecte legislative ale Fair Deal, Legea Locuințelor din 1949⁠(en)[traduceți], a fost adoptat. Pe de altă parte, principalele programe New Deal  aflate în desfășurare nu au fost anulate, și multe dintre ele chiar au suferit mici îmbunătățiri și extinderi.

#### Planul Marshall, înființarea Națiunilor Unite, începutul Războiului Rece

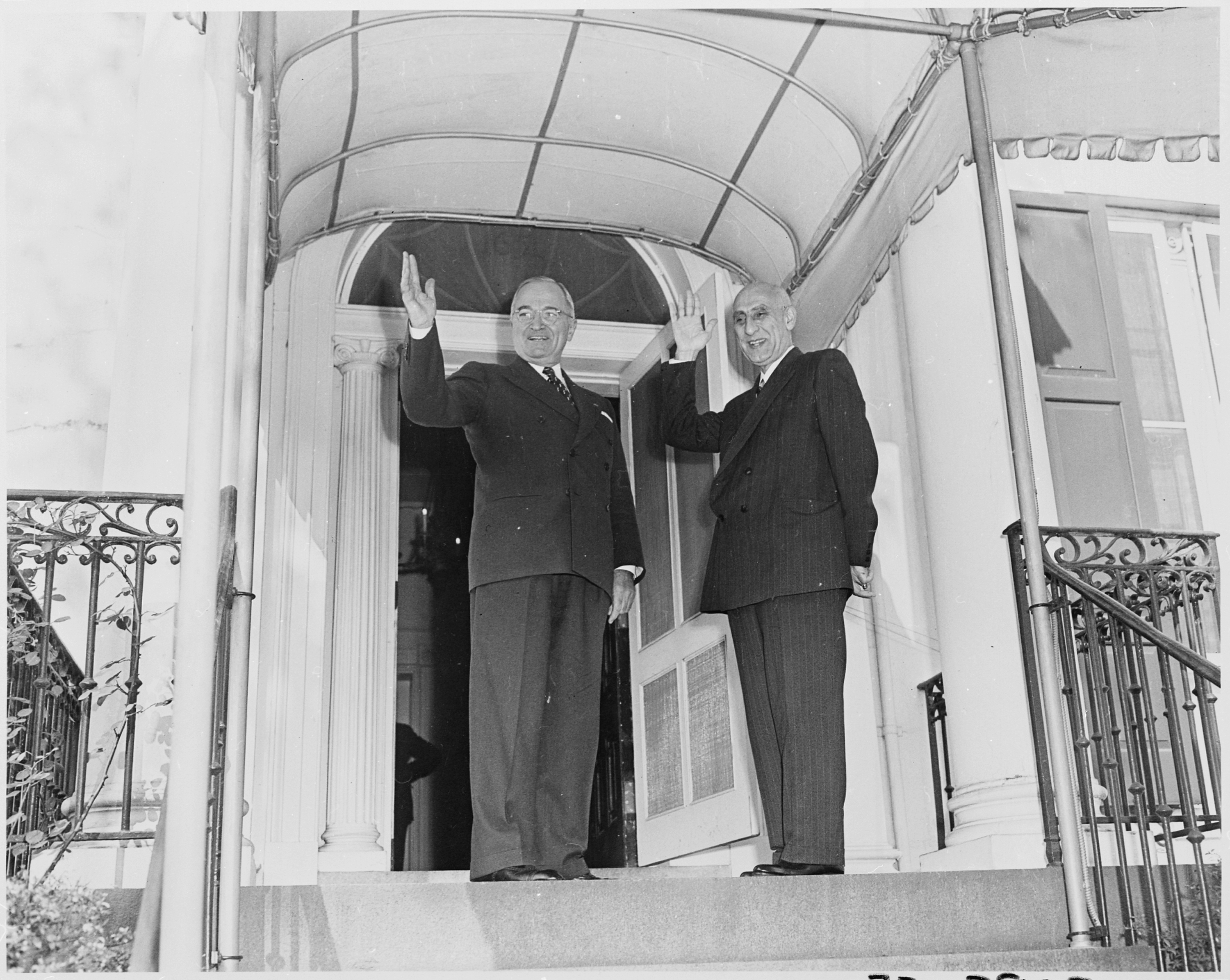
Truman împreună cu premierul iranian Mohammad Mosaddegh.

Ca internaționalist Wilsonian⁠(d), Truman a susținut ferm înființarea Națiunilor Unite și a inclus-o pe Eleanor Roosevelt în delegația de la prima ședință a Adunării Generale. În vreme ce Uniunea Sovietică își extindea sfera de influență în toată Europa de Est, Truman și consilierii săi de politică externă au adoptat o atitudine fermă împotriva URSS. În această privință, opinia lui Truman s-a potrivit cu opinia publică americană, care a ajuns rapid să-i vadă pe sovietici ca puși pe dominație mondială.
Deși nu considera că are expertiză personală în probleme externe, Truman a câștigat suport bipartizan atât pentru Doctrina Truman, care formaliza o politică de restrângere și Planul Marshall, care avea ca scop reconstrucția Europei postbelice. Pentru a convinge Congresul să cheltuiască sumele mari necesare repornirii muribundei economii europene, Truman a utilizat un argument ideologic, susținând că în zonele cu economii slabe înflorește comunismul. Ca parte a strategiei americane din Războiul Rece, Truman a promulgat Legea Siguranței Naționale din 1947⁠(en)[traduceți] și a reorganizat forțele armate unind Departmentul de Război⁠(en)[traduceți] cu Departamentul Marinei⁠(en)[traduceți] într-un singur organism militar național administrat civil (ulterior denumit Departamentul Apărării) și înființând Forțele Aeriene ale SUA. Prin aceeași lege, s-au înființat și CIA și  Consiliul Național de Securitate⁠(en)[traduceți].

#### Podul aerian al Berlinului
La 24 iunie 1948, Uniunea Sovietică a blocat accesul în cele trei zone de ocupație a Berlinului deținute de Puterile Occidentale. Aliații nu negociaseră niciodată o înțelegere privind garantarea aprovizionării sectoarelor aflate adânc în zona de ocupație sovietică. Comandantul zonei de ocupație americane, generalul Lucius D. Clay, a propus trimiterea unei mari coloane de blindate prin zona sovietică spre Berlinul Occidental cu instrucțiuni de a se apăra în cazul în care este oprită sau atacată. Truman credea că aceasta presupune un risc inacceptabil de război, și a aprobat în schimb un plan de aprovizionare aeriană a orașului asediat. La 25 iunie, Aliații au inițiat podul aerian al Berlinului, campanie prin care s-au livrat hrană și alte provizii, cum ar fi cărbune, folosind avioane militare pe scară masivă. Nimic similar nu mai fusese încercat vreodată, și nicio țară nu avea de una singură capabilitatea logistică și materială de a o realiza. Podul aerian a funcționat; accesul terestru în oraș a fost permis din nou la 11 mai 1949. Acțiunea a continuat însă și câteva luni după aceea. Podul aerian al Berlinului a fost una dintre marile reușite de politică externă ale lui Truman, și l-a ajutat mult în campania pentru realegere din 1948.

#### Recunoașterea statului Israel

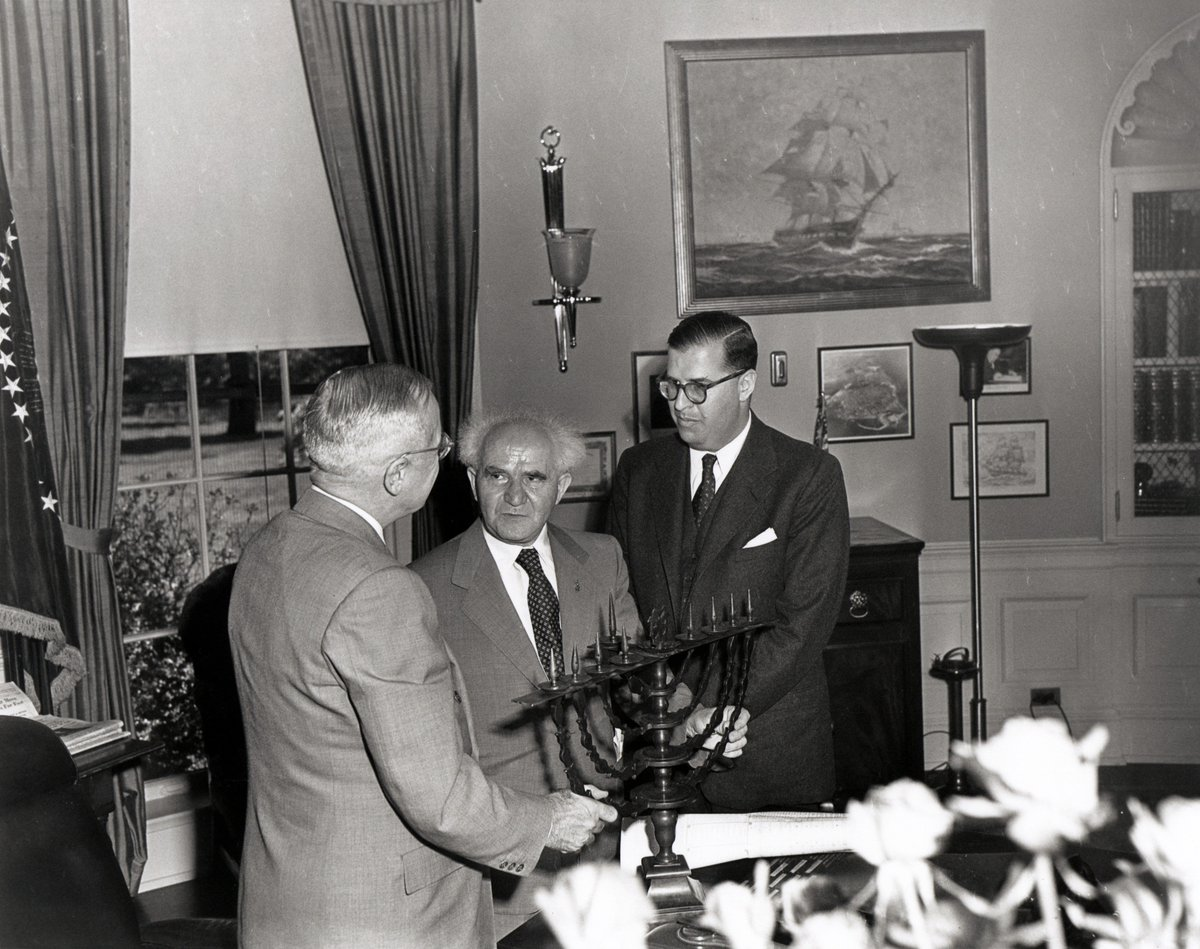
Președintele Truman în Biroul Oval, primind o Menorah de Hanuka din partea prim-ministrului Israelului, David Ben-Gurion (centru). La dreapta sa se află Abba Eban, ambasadorul Israelului în SUA

Truman se interesase de multă vreme de istoria Orientului Mijlociu și citise multe cărți de istorie antică și despre evenimentele relatate în Biblie. El simpatiza cu cei ce doreau o țară a evreilor în Palestina Mandatară. Ca senator, el îi asigurase pe liderii evrei de susținerea sa pentru sionism, și la un miting din Chicago din 1943, el ceruse o țară pentru acei evrei care supraviețuiseră regimului nazist. Ideea unui stat evreiesc în Palestina era foarte populară în Statele Unite, iar susținerea comunității  evreiești putea să fie esențială pentru următoarele alegeri prezidențiale. Oficialii Departamentului de Stat se fereau însă de orice acțiune ce putea fi interpretată ca ofensă de către arabi, care se opuneau înființării unui stat evreiesc în mijlocul lor. Secretarul apărării, James Forrestal, l-a avertizat pe Truman privind importanța petrolului din Arabia Saudită în cazul unui alt război; Truman a răspuns că va hotărî politicile de urmat pe baza dreptății, nu pe baza petrolului. Mai mult, când au fost chemați diplomații din Orientul Mijlociu să-l consilieze pe Truman și ei au promovat punctul de vedere al arabilor, Truman le-a spus că între alegătorii săi se numără prea puțini arabi.
Formatorii de politici americani din anii 1947–1948 au căzut de acord că cel mai important obiectiv de politică externă este restrângerea expansiunii sovietice în contextul începutului Războiului Rece. Din perspectiva a numeroși oficiali, Palestina era un obiectiv secundar, mai importantă fiind protejarea de comunism a „flancului nordic” format din Grecia, Turcia și Iran, așa cum se indica în Doctrina Truman. Truman se săturase și de complicata politică a Orientului Mijlociu, dar și de insistențele liderilor comunității evreiești de-a lungul mandatului său, și nu era încă hotărât cum să acționeze. Ulterior, el a afirmat că decisiv în hotărârea sa de a recunoaște statul evreu a fost sfatul fostului său partener de afaceri, Eddie Jacobson, un evreu nereligios în care Truman avea deplină încredere. Truman a luat hotărârea de a recunoaște Israelul în ciuda obiecției secretarului de stat George Marshall, care se temea că aceasta va afecta relațiile cu statele arabe. Marshall credea că amenințarea principală la adresa SUA era Uniunea Sovietică și se temea că petrolul arăbesc va fi pierdut pentru SUA în caz de război; el l-a avertizat pe Truman că SUA „se joacă cu focul fără să aibă cu ce să-l stingă”. Truman a recunoscut statul Israel la 14 mai 1948, la unsprezece minute după ce acesta s-a declarat stat independent⁠(en)[traduceți].
Truman a scris ulterior:
„ Hitler omora evrei în stânga și în dreapta. Am văzut asta și visez despre ea până și astăzi. Evreii aveau nevoie de un loc unde să poată să se ducă. Atitudinea mea este că guvernul american nu poate să stea deoparte în timp ce victimelor nebuniei lui Hitler nu li se permite să-și construiască o viață nouă.”

### Alegerile din 1948
Alegerile prezidențiale din 1948⁠(en)[traduceți] au rămas în istorie pentru victoria surprinzătoare a lui Truman, care era în urmă în sondaje. În primăvara lui 1948, ratingul aprobării publice a lui Truman era de 36%, astfel considerându-se că președintele în exercițiu nu avea șanse să câștige alegerile generale. Agenții „New Deal” din cadrul partidului, inclusiv fiul lui FDR James⁠(en)[traduceți], au încercat să obțină nominalizarea drept candidat al democraților pentru generalul Dwight D. Eisenhower, o figură publică cu mare popularitate, a cărui orientare politică și a cărui afiliere de partid nu erau în întregime cunoscute. Eisenhower a refuzat politicos să accepte, și Truman și-a surclasat adversarii în alegerile primare.
La Convenția democraților din 1948⁠(en)[traduceți], Truman a încercat să unească partidul introducând o vagă platformă de promovare a drepturilor civile; scopul lui era acela de a aplana conflictele interne între aripile de nord și de sud ale partidului. Eforturile președintelui de a ajunge la un compromis au fost însă depășite de evenimente. Un discurs agresiv al primarului orașului Minneapolis Hubert Humphrey—împreună cu interesele politice locale ale mai multor baroni locali din marile orașe—au convins Convenția să adopte o atitudine mai fermă în favoarea promovării drepturilor civile, pe care Truman a aprobat-o din toată inima, dar din cauza căreia toți delegații din Alabama și o parte din cei din Mississippi au părăsit convenția în semn de protest. Neimpresionat de acest gest, Truman a ținut un discurs agresiv de acceptare a candidaturii, discurs în care a atacat Congresul dominat de republicani, pe care l-a numit „Congresul [care] Nu Face Nimic”, (în engleză Do Nothing Congress), în care a promis că va câștiga alegerile și că-i va „face pe republicani să le și placă asta”.
La două săptămâni după convenție, Truman a emis Ordinul Executiv 9981, prin care a integrat rasial⁠(en)[traduceți] Forțele Armate americane. Truman și-a asumat un risc politic considerabil prin promovarea drepturilor civile, și numeroși dintre vechii democrați erau îngrijorați de pierderea susținerii dixiecraților⁠(en)[traduceți] care ar fi putut distruge Partidul Democrat. Temerile lor păreau justificate—guvernatorul Carolinei de Sud Strom Thurmond s-a lansat drept candidat la președinție pe un mandat susținut de dixiecrați și a condus o revoltă totală a promotorilor drepturilor statelor din Sud. Această revoltă dinspre extrema dreaptă a fost contrată de o alta similară la stânga, condusă de Wallace, ce dorea să candideze din partea Partidului Progresiv⁠(en)[traduceți]. Imediat după prima sa convenție post-FDR, Partidul Democrat se găsea în pragul dezintegrării, iar victoria la alegerile din noiembrie părea o perspectivă foarte îndepărtată, partidul nefiind doar împărțit, ci de-a dreptul divizat în trei. Drept candidat la vicepreședinție, Truman l-a acceptat pe senatorul de Kentucky Alben W. Barkley, deși și-l dorea pe judecătorul Douglas, care l-a refuzat.
Campania a fost o remarcabilă odisee prezidențială de 35.290 km. Într-un apel personal adresat poporului, Truman a traversat întreaga țară cu trenul înainte și înapoi; Discursurile sale whistle stop⁠(en)[traduceți], ținute de pe platforma din spate a vagonului de observație⁠(en)[traduceți] Ferdinand Magellan⁠(en)[traduceți] au devenit reprezentative pentru campania sa. Aparițiile lui combative, cum ar fi cele din piața orașului Harrisburg⁠(en)[traduceți], Illinois, au captivat imaginația populară și au atras mulțimi numeroase. Șase opriri în Michigan au atras în total o jumătate de milion de spectatori; la o singură paradă cu confetti din New York au venit un milion de oameni.
Adunările mari, preponderent spontane din jurul evenimentelor de la vagonul lui Truman au fost un important semn de schimbare a direcției campaniei, dar această schimbare a rămas practic neobservată de presa națională, care a continuat să scrie despre aparent iminenta victorie a republicanului Thomas Dewey. Unul dintre motivele pentru erorile din proiecțiile presei a fost faptul că sondajele se efectuau în principal telefonic, într-o perioadă când mulți oameni, inclusiv mare parte din baza populistă a lui Truman, nu avea telefon. Aceasta a modificat datele indicând o bază de susținere pentru Dewey mai mare decât era ea de fapt, ceea ce a avut ca urmare o eroare de proiecție neintenționată și neobservată care ar fi putut contribui la percepția că Truman ar avea șanse slabe de a câștiga alegerile. Cele trei mari organizații de sondare a opiniei publice s-au oprit și ele din sondaje mult înainte de data alegerilor de la 2 noiembrie—Roper⁠(en)[traduceți] în septembrie, iar Crossley și Gallup⁠(en)[traduceți] în octombrie—acestea nemăsurând perioada în care Truman l-ar fi depășit pe Dewey.
În final, Truman și-a păstrat baza sa de alegători progresiști din Midwest, a câștigat mare parte din statele Sudului în ciuda platformei pentru drepturile civile, și a obținut câteva victorii la limită în câteva state critice, între care Ohio, California și Illinois. La numărătoarea finală, președintele și-a asigurat 303 voturi electorale, Dewey 189, iar Thurmond doar 39. Henry Wallace nu a câștigat nimic. Imaginea definitorie a campaniei a venit după ziua alegerilor, o fotografie a lui Truman, fericit, ridicând în mâini prima pagină a ziarului Chicago Tribune cu un titlu cu litere mari care anunța „Dewey l-a învins pe Truman⁠(en)[traduceți]”.

### Al doilea mandat
Inaugurarea lui Truman a fost prima televizată la nivel național. Al doilea său mandat a fost unul deosebit de greu, în principal din cauza problemelor de politică externă legate direct sau indirect de politica de restrângere. A trebuit în scurt timp să accepte sfârșitul monopolului nuclear american; cu informații furnizate de rețelele de spionaj ce activau în SUA, proiectul pentru bomba atomică al Uniunii Sovietice înainta mult mai repede decât se aștepta și sovieticii au detonat prima lor bombă nucleară la 29 august 1949. Ca răspuns, la 7 ianuarie 1953, Truman a anunțat detonarea primei bombe cu hidrogen⁠(en)[traduceți].

#### Războiul din Coreea
Pentru mai multe detalii despre acest subiect, vedeți Războiul din Coreea.

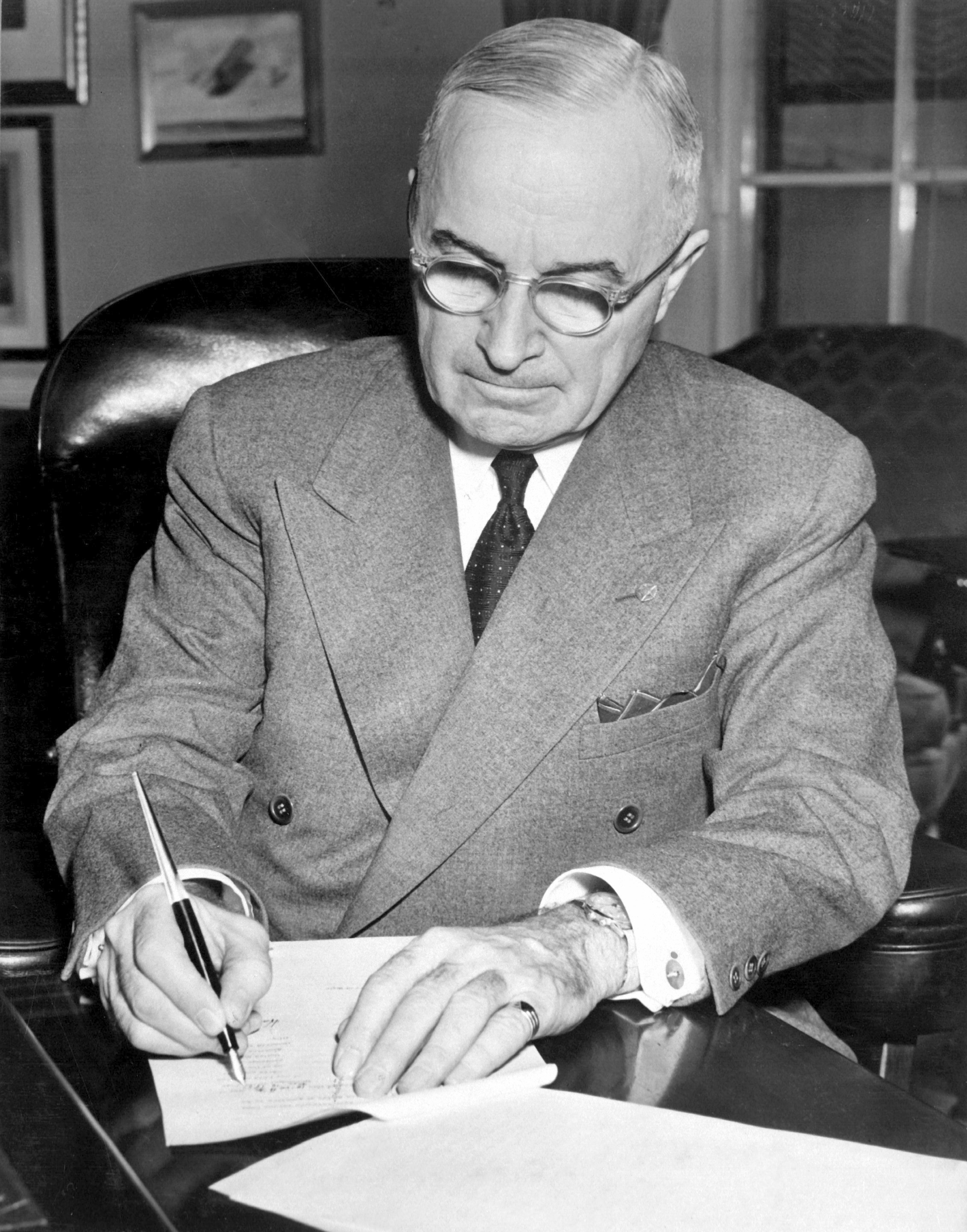
Președintele Truman semnează o proclamație prin care declară urgență națională și prin care a inițiat implicarea SUA în Războiul din Coreea.

La 25 iunie 1950, Armata Populară Coreeană⁠(en)[traduceți] a lui Kim Il-sung a invadat Coreea de Sud, declanșând Războiul din Coreea. În primele săptămâni ale războiului, nord-coreenii au înaintat cu ușurință, împingându-și adversarii sudici. Truman a cerut o blocadă navală a Coreei, dar a aflat că, din cauza reducerilor bugetare, Marina Americană nu putea pune în aplicare o asemenea măsură. Truman a cerut de urgență Națiunilor Unite să intervină; organizația a intervenit, autorizând o intervenție armată sub egida ONU condusă de generalul american Douglas MacArthur.
Truman a hotărât că nu mai are nevoie de autorizarea formală din partea Congresului, crezând că majoritatea legislativului îi susține poziția; această decizie avea însă să-l urmărească, unii congressmani denumind conflictul „Războiul Dlui Truman” în perioada în care a intrat în impas. La 3 iulie 1950, Truman i-a înaintat totuși liderului majorității din Senat Scott W. Lucas⁠(en)[traduceți] o propunere de rezoluție intitulată „Rezoluție Comună privind Exprimarea Aprobării asupra Acțiunilor din Coreea”. Lucas a declarat că Congresul susține utilizarea forței, că rezoluția formală va trece, dar că nu este necesară, și că în Congres consensul este în favoarea aprobării tacite. Truman a răspuns că nu vrea „să par că încerc să ocolesc Congresul și că fac uz de puteri extraconstituționale”, adăugând că „este o hotărâre a Congresului dacă o asemenea rezoluție trebuie sau nu să fie introdusă pe ordinea de zi”.
Până în august 1950, trupele americane ce au pătruns în Coreea de Sud sub egida ONU au reușit să stabilizeze situația. Ca răspuns la criticile privind pregătirea armatei, Truman l-a demis pe Secretarul Apărării, Louis A. Johnson, înlocuindu-l cu generalul în rezervă Marshall. Cu aprobarea ONU, Truman a hotărât o politică de „rollback”—cucerirea Coreei de Nord. Forțele ONU conduse de generalul MacArthur au condus contraatacul, obținând o surprinzătoare victorie cu debarcare de amfibii în bătălia de la Inchon în care era să-i înconjoare total pe invadatori. Forțele ONU au înaintat apoi spre nord, către frontiera cu China de pe râul Yalu, scopul fiind reunificarea Coreei sub auspiciile ONU. China a luat însă prin surprindere forțele ONU în noiembrie cu o invazie pe scară largă. Forțele ONU au fost împinse înapoi până la sud de paralela de 38 de grade, apoi au revenit.   Până la începutul lui 1951 războiul intrase într-un impas sângeros în preajma paralelei de 38 de grade, unde și începuse. Truman a respins cererea lui MacArthur de a ataca bazele de aprovizionare chinezești de la nord de Yalu, dar acesta din urmă a promovat planul în fața liderului majorității republicane din Camera Reprezentanților, Joseph Martin⁠(en)[traduceți], care a înaintat-o presei. Truman era foarte îngrijorat că o nouă escaladare a conflictului ar putea duce la război deschis cu Uniunea Sovietică, care deja furniza armament și avioane (cu însemne coreene dar cu piloți sovietici). Astfel, la 11 aprilie 1951, Truman l-a demis pe MacArthur de la comanda operațiunii.
L-am demis [MacArthur] pentru că nu voia să respecte autoritatea Președintelui ... nu l-am demis pentru că ar fi un tâmpit, deși era, dar asta nu este ilegal pentru generali. Dacă ar fi, jumătate sau trei sferturi din ei ar fi închiși.
Demiterea generalului Douglas MacArthur a fost printre cele mai nepopulare hotărâri politice din istoria instituției prezidențiale americane. Aprobarea lui Truman a scăzut drastic în sondaje, și au apărut cereri de a fi pus sub acuzare⁠(en)[traduceți] venite, printre alții, din partea senatorului Robert Taft⁠(d). Critici dure din partea tuturor sectoarelor vieții publice îl acuzau pe Truman că refuză responsabilitatea pentru prostul mers al războiului și că dă vina pe generali. Alții, între care Eleanor Roosevelt, l-au susținut și au aplaudat hotărârea lui Truman. Între timp, MacArthur s-a întors în SUA și a fost primit ca un erou, și s-a adresat unei ședințe comune a Congresului, discurs pe care președintele l-a numit „o mare grămadă de rahat” (în engleză a bunch of damn bullshit).
Războiul a rămas însă în impas timp de doi ani, timp în care au murit peste 30.000 de americani, până când luptele au fost oprite printr-un armistițiu semnat în 1953. În februarie 1952, aprobarea lui Truman în sondaje era la 22% conform sondajelor Gallup⁠(en)[traduceți], ceea ce a rămas un minim istoric pentru un președinte american în funcție, până în 2008 când a fost depășit de George W. Bush.

#### Apărarea mondială

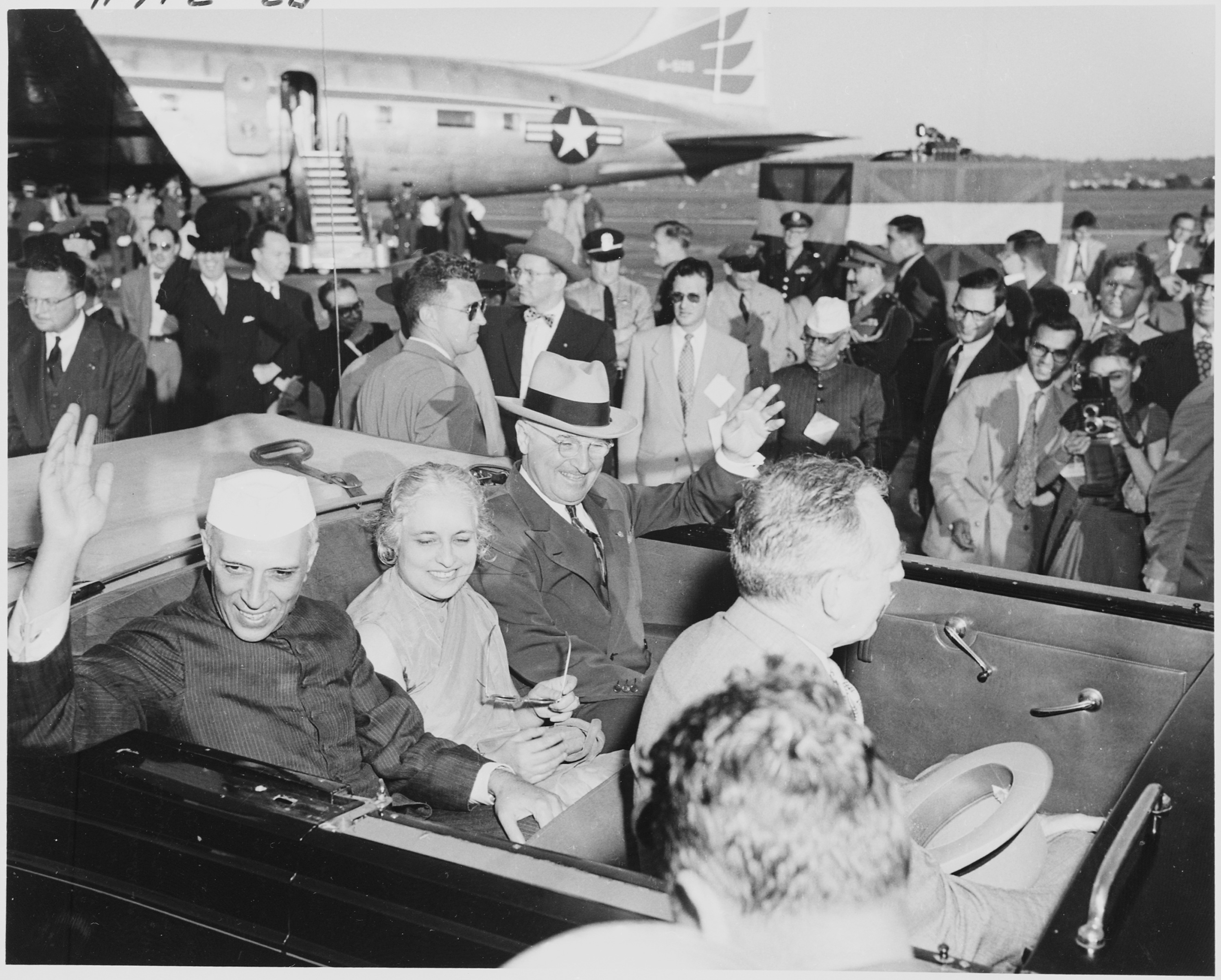
Truman și primul ministru indian Jawaharlal Nehru în timpul vizitei lui Nehru în Statele Unite, octombrie 1949

Escaladarea Războiului Rece a fost evidențiată prin aprobarea de către Truman a raportului NSC-68⁠(en)[traduceți], o declarație secretă de politică externă. Ea cerea triplarea bugetului apărării și globalizarea și militarizarea politicii de restrângere, prin care SUA și aliații săi din NATO să răspundă militar tentativelor sovietice de expansiune. Documentul a fost întocmit de Paul Nitze⁠(en)[traduceți], care a consultat oficiali din Departamentele de Stat și al Apărării; raportul a fost aprobat oficial de președintele Truman și promovat la rang de strategie națională după începutul Războiului din Coreea. Raportul cerea mobilizarea parțială a economiei americane în scopul de a construi armament mai rapid decât sovieticii. Plan cerea întărirea Europei, slăbirea Uniunii Sovietice, și întărirea militară și economică a SUA. La începutul celui de al doilea mandat al lui Truman, a murit fostul secretar al Apărării, Forrestal, la scurt timp după pensionare. Forrestal se consumase de-a lungul anilor de muncă grea din timpul războiului și de după el, și începuse să sufere de depresie. El s-a pensionat în martie 1949; la scurt timp după aceasta, a fost spitalizat și s-a sinucis în mai.
Truman era un puternic susținător al Organizației Tratatului Atlanticului de Nord (NATO), în care Statele Unite se angajaseră într-o alianță militară oficială pe timp de pace împreună cu Canada și cu multe dintre țările europene democratice care nu căzuseră sub control sovietic după al Doilea Război Mondial. Tratatul de constituire a NATO a fost foarte popular și a fost cu ușurință aprobat de Senat în 1949; Truman l-a numit drept prim comandant militar al NATO pe generaul Eisenhower. Scopurile alianței erau acelea de a restrânge expansiunea sovietică în Europa și de a transmite un mesaj clar liderilor comuniști că democrațiile lumii sunt dispuse și capabile să construiască noi structuri de securitate pentru susținerea idealurilor democratice. SUA, Regatul Unit, Franța, Italia, Țările de Jos, Belgia, Luxemburg, Norvegia, Danemarca, Portugalia, Islanda și Canada au fost semnatarele primului tratat și au devenit membri fondatori ai NATO. Răspunsul sovietic a fost acela de a forța țările europene aflate sub ocupația și influența ei să semneze o alianță similară, denumită Pactul de la Varșovia.
General Marshall a fost principalul consilier al lui Truman pe probleme de politică externă, și i-a influențat mai multe decizii, cum ar fi cea ca SUA să nu ofere ajutor militar direct lui Chiang Kai-shek și forțelor naționaliste chineze în Războiul Civil Chinez pe care îl duceau împotriva inamicilor lor comuniști. Opinia lui Marshall era contrară sfatului dat de aproape toți ceilalți consilieri ai lui Truman—el a înțeles că chiar și un ajutor minor acordat forțelor lui Chaing ar secătui resursele americanilor din Europa, resurse necesare pentru a-i ține departe pe sovietici. Când comuniștii au preluat controlul asupra Chinei continentale, împingându-i pe nationaliști în Taiwan și proclamând Republica Populară Chineză, Truman era dispus să mențină unele relații între SUA și noul guvern, dar Mao nu și le-a dorit. În iunie 1950, Truman a ordonat Flotei a VII-a a Marinei americane să pătrundă în strâmtoarea Taiwan⁠(en)[traduceți] pentru a preveni alte conflicte între guvernul comunist și Republica Chineză ce controla Taiwanul.

#### Spionajul sovietic și McCarthyismul
În august 1948, Whittaker Chambers, fost spion sovietic și editor senior la revista Time, a depus mărturie în fața Comisiei pentru Activități Neamericane⁠(en)[traduceți] (HUAC) din Camera Reprezentanților, declarând că, încă din anii 1930, activează în interiorul guvernului SUA o rețea comunistă subterană, membrul căreia fusese Chambers, împreună cu Alger Hiss, până recent, oficial înalt în cadrul Departamentului de Stat. Deși Hiss a negat acuzațiile, el a fost condamnat pentru sperjur în ianuarie 1950. Reușita Uniunii Sovietice de a detona o armă nucleară în 1949 și căderea Chinei naționaliste în același an i-a făcut pe americani să creadă că pentru toate acestea este responsabilă subversiunea spionilor sovietici, și să ceară înlăturarea comuniștilor din guvern și din alte posturi de influență.
În urma condamnării lui Hiss, secretarul de stat Dean Acheson a anunțat că rămâne de partea lui. Aceasta și alte evenimente, cum ar fi dezvăluirea faptului că omul de știință britanic Klaus Fuchs, care lucrase la bomba nucleară, era de fapt spion, a convins pe foștii și actualii membri ai HUAC, inclusiv pe congressmanul Nixon din California și pe Karl Mundt⁠(en)[traduceți] din Dakota de Sud să deplângă administrația Truman, și în special Departamentul de Stat și să le acuze de blândețe cu comuniștii. Senatorul de Wisconsin McCarthy a profitat de un discurs de Ziua Lincoln⁠(en)[traduceți] ținut la Wheeling, Virginia de Vest⁠(en)[traduceți], pentru a acuza Departamentul de Stat că adăpostește comuniști, și a insistat cu asemenea controverse, profitând de ele pentru a deveni celebru pe scena politică națională. În anii care au urmat, republicanii s-au folosit de condamnarea lui Hiss pentru a-i acuza pe democrați că adăpostesc comuniști în guvern; congressmanul Nixon a câștigat alegerile pentru Senat în 1950⁠(en)[traduceți] pe o platformă anticomunistă, învingând-o pe liberala Helen Gahagan Douglas⁠(en)[traduceți], pe care a denumit-o „Doamna Roz”.
Acuzațiile de infiltrare a guvernului american de către agenți sovietici erau crezute de 78% din cetățeni în 1946, și a devenit o chestiune de campanie electorală pentru Eisenhower în 1952. Truman a încercat să păstreze un echilibru, arătând că îl preocupă securitatea internă, dar temându-se și că ar putea avea de suferit oameni nevinovați și că activitatea guvernului ar putea fi perturbată. În 1949, el i-a făcut „trădători” pe liderii comuniști americani pe care administrația sa îi urmărea penal⁠(en)[traduceți], dar în 1950 a încercat să blocheze Legea Securității Interne McCarran⁠(en)[traduceți], care a fost adoptată în ciuda opoziției sale. Truman avea să declare ulterior în discuții personale cu prietenii că înființarea de către el a unui program de loialitate fusese o „teribilă” greșeală.

#### Renovarea Casei Albe; tentativa de asasinat

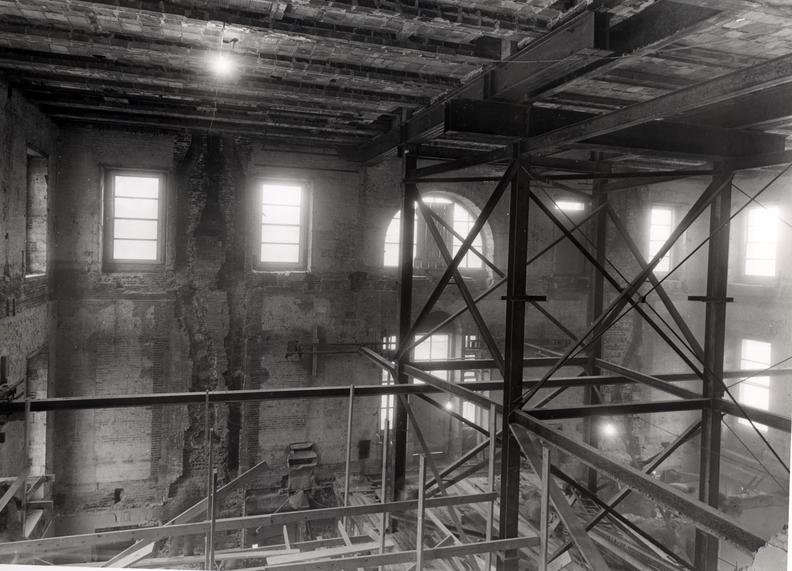
Interiorul Casei Albe în timpul reconstrucției din 1950

În 1948, Truman a ordonat o extindere controversată a exteriorului Casei Albe: un balcon la al doilea etaj în porticul de sud, care avea să fie denumit „Balconul Truman⁠(en)[traduceți]”. Această extindere nu a fost prea populară; unii au spus că strică aspectul fațadei sudice, dar el a oferit mai mult spațiu familiei prezidențiale. Lucrările au scos însă la iveală defecte structurale care i-au făcut pe ingineri să concluzioneze că întreaga clădire, mare parte din care avea peste 130 de ani, era într-o stare de degradare și prezenta un pericol. În luna august, o bucată de podea s-a prăbușit, iar dormitorul și toaleta lui Truman au fost închise pentru că nu prezentau siguranță. Nu s-a făcut niciun anunț public despre gravele probleme structurale ale Casei Albe până după alegerile din 1948, moment în care Truman a fost informat că noul său balcon este singura parte a clădirii fără probleme de rezistență. Ca urmare, familia Truman s-a mutat în Casa Blair, aflată alături. Cum Aripa de Vest⁠(en)[traduceți], inclusiv Biroul Oval, au rămas deschise, Truman s-a găsit în situația de a traversa strada pe jos în fiecare dimineață și după-amiază. În cele din urmă, s-a luat hotărârea de a demola și reconstrui întreg interiorul părții principale din Casa Albă, precum și de a săpa noi etaje de subsol și de a consolida fundația. Celebrul exterior al structurii a fost, însă, sprijinit și păstrat la vedere în timp ce toată această revoluție avea loc în interior. Lucrările au durat din decembrie 1949 până în martie 1952.
La 1 noiembrie 1950, naționaliștii portoricani Griselio Torresola⁠(en)[traduceți] și Oscar Collazo⁠(en)[traduceți] au încercat să-l asasineze pe Truman la Casa Blair. Atacul, care ar fi putut foarte ușor să se soldeze cu moartea președintelui, a atras atenția asupra problemelor de securitate asociate șederii lui Truman la Casa Blair. El a fost trezit de schimbul de focuri de la fereastra deschisă a dormitorului, pe care l-a urmărit până când un agent al Serviciilor Secrete i-a strigat să se adăpostească. Pe strada din afara reședinței, Torresola a rănit mortal un polițist de la Casa Albă, Leslie Coffelt⁠(en)[traduceți]. Înainte de a muri, polițistul l-a ucis pe Torresola. Collazo, co-conspirator la o infracțiune ce s-a transformat în omucidere, a fost găsit vinovat și condamnat la moarte în 1952. Truman i-a comutat ulterior acestuia sentința în închisoare pe viață. Recunoscând importanța chestiunii independenței portoricane, Truman a permis un referendum în Puerto Rico în 1952⁠(en)[traduceți] pentru a determina statutul relației acestui teritoriu cu SUA. Aproape 82% din cei prezenți la urne au votat în favoarea unei noi constituții pentru Estado Libre Associado.

#### Grevele din siderurgie și din mineritul cărbunelui
Ca urmare a unui impas în negocierile între sindicate și patronate, impas rezultat în urma dezacordurilor privind controlul prețurilor și salariilor, Truman i-a cerut secretarului pentru comerț⁠(en)[traduceți], Charles W. Sawyer⁠(en)[traduceți], să preia controlul asupra mai multor oțelării în aprilie 1952. Truman a invocat autoritatea sa de comandant suprem al forțelor armate, și necesitatea păstrării unei linii permanente de aprovizionare cu oțel și muniții pentru războiul din Coreea. Curtea Supremă a găsit însă neconstituționale aceste acțiuni ale lui Truman, și a anulat ordinul printr-o decizie definitorie pentru separația puterilor în stat, Youngstown Sheet & Tube Co. v. Sawyer⁠(en)[traduceți]. Decizia 6–3, conform căreia invocarea de către Truman a autorității este prea vagă și nebazată pe vreo acțiune legislativă a Congresului, a fost dată de o Curte formată exclusiv din judecători numiți fie de Truman, fie de Roosevelt. Această respingere a constituit una dintre cele mai cunoscute înfrângeri ale președinției lui.

#### Scandaluri și controverse
În 1950, Senatul, în frunte cu Estes Kefauver⁠(en)[traduceți], a anchetat numeroase acuzații de corupție în rândul înalților oficiali ai administrației, dintre care unii primiseră haine de blană și congelatoare în schimbul unor favoruri. Un număr mare de angajați ai Internal Revenue Bureau⁠(d) (astăzi, IRS) acceptau mită; 166 de angajați fie au demisionat, fie au fost concediați în 1950, mulți fiind și urmăriți penal. Când procurorul general J. Howard McGrath⁠(en)[traduceți] l-a demis pe procurorul special la începutul lui 1952 pentru zelul său prea mare, Truman l-a demis pe McGrath. Truman a propus un plan de reorganizare a IRB, plan ce a fost adoptat de Congres, dar corupția a rămas o mare problemă la alegerile din 1952.
La 6 decembrie 1950, criticul de muzică Paul Hume⁠(en)[traduceți] a scris o recenzie critică la un concert al lui Margaret Truman:
„ Domnișoara Truman este un fenomen unic american, cu o voce plăcută, de dimensiuni reduse și calitate modestă ... [ea] nu poate cânta prea bine ... este afonă mare parte din timp—mai mult aseară decât oricând am mai auzit-o în trecut ... nu s-a îmbunătățit de-a lungul anilor în care am ascultat-o ... [și] încă nu poate cânta aproape de un nivel profesionist.”
Harry Truman a scris un răspuns tăios:
„ Am citit jalnica recenzie scrisă de dumneata a concertului lui Margaret. [...] Mi se pare că ești un bătrân frustrat care își dorește să fi avut mai mult succes. Când scrii asemenea tâmpenii ca în ultima pagină a ziarului la care lucrezi, se vede clar că ai căzut de pe bârnă [...] Într-o zi sper să ne întâlnim. Când va veni acea zi, vei avea nevoie de un nas nou, multe fripturi congelate pentru ochii vineți și poate cineva să te culeagă de pe jos! Pegler⁠(en)[traduceți], un scormonitor prin gunoaie, este un gentleman pe lângă dumneata. Sper că vei lua această afirmație ca pe o insultă mai grea decât orice comentariu pe marginea originii dumitale.”
Truman a fost foarte criticat pentru această scrisoare. El a susținut însă că a scris-o în calitate de tată iubitor și nu în calitate de președinte.
În 1951, William M. Boyle⁠(en)[traduceți], vechiul prieten al lui Truman și președintele Comitetului Național Democrat, a fost obligat să demisioneze după ce a fost acuzat de corupție.

### Drepturi civile
Un raport al administrației Truman din 1947, intitulat To Secure These Rights, (Pentru a asigura aceste drepturi) a prezentat o agendă detaliată în zece puncte pe tema reformei drepturilor civile. În februarie 1948, președintele a transmis Congresului o agendă a drepturilor civile în care propunea înființarea mai multor oficii federale dedicate problemelor dreptului de vot și a practicilor discriminatorii la angajare. Aceasta a provocat o furtună de critici din partea democraților din Sud în ajunul convenției naționale democrate, dar Truman a refuzat vreun compromis, spunând: „Înaintașii mei erau confederați ... dar mi s-a întors stomacul pe dos când am aflat cum soldații negri, abia întorși de peste mări, erau aruncați în Mississippi din mașinile Armatei și bătuți.” Relatări despre abuzurile, violența și persecuțiile suferite de mulți veterani de război afro-americani la întoarcerea din al Doilea Război Mondial l-au înfuriat pe Truman, și au jucat un rol major în hotărârea sa de a da Ordonanța Executivă numărul 9981, din iulie 1948, prin care desegrega Forțele Armate și impunea acordarea de oportunități egale militarilor de toate rasele. După câțiva ani de planificări, recomandări și revizuiri, între Truman, Comisiei pentru Egalitatea Șanselor și Tratamentului⁠(en)[traduceți] și diverse ramuri ale armatei, unitățile militare au devenit integrate din punct de vedere rasial.
O altă ordonanță executivă, tot din 1948, făcea ilegală discriminarea pe baza rasei asupra persoanelor care cer posturi în serviciul guvernamental civil. O a treia, din 1951, a înființat Comisia pentru Respectarea Contractelor Guvernamentale⁠(en)[traduceți] (Committee on Government Contract Compliance — CGCC). Această comisie avea rolul de a se asigura că firmele care au contract cu statul în domeniul apărării nu practică discriminări rasiale.

### Numiri de judecători

#### Curtea Supremă
Truman a numit următorii judecători la Curtea Supremă:
- Harold Hitz Burton⁠(en)[traduceți] – 1945
- Fred M. Vinson⁠(en)[traduceți] (președinte al Curții) – 1946
- Tom C. Clark⁠(en)[traduceți] – 1949
- Sherman Minton⁠(en)[traduceți] – 1949

Numirile de judecători efectuate de Truman au fost criticate cu epitetul „impardonabile”. Un fost consilier al lui Truman a mărturisit că acesta a fost punctul cel mai slab al președinției lui Truman. New York Times a condamnat în special numirile lui Tom C. Clark și a lui Sherman Minton ca exemple de clientelism politic și favoritism acordat unor candidați insuficient pregătiți.
Cei patru judecători numiți de Truman s-au alăturat judecătorilor Felix Frankfurter⁠(en)[traduceți], Robert H. Jackson⁠(en)[traduceți] și Stanley Reed⁠(en)[traduceți] creând un bloc conservator substanțial, de șapte membri, în Curtea Supremă. Pentru o vreme, aceasta a marcat o revenire a Curții la conservatorismul anilor 1920.

#### Alte instanțe
Pe lângă cele patru numiri de la Curtea Supremă, Truman a numit și alți 27 de judecători în Curțile de Apel⁠(en)[traduceți] și 101 judecători în tribunalele federale districtuale⁠(en)[traduceți].

### Vizite în străinătate
Truman a efectuat cinci vizite în străinătate de-a lungul președinției sale:
- La trei luni după depunerea juramântului, a efectuat unica sa călătorie transatlantică în calitate de președinte pentru a participa la Conferința de la Potsdam cu prim-miniștrii Churchill și Attlee și cu premierul sovietic Stalin pentru a discuta cum va fi administrată Germania Nazistă învinsă.
- În august 1946, a călătorit în Hamilton, Bermuda, unde s-a întâlnit cu guvernatorul general Ralph Leatham⁠(d) și a inspectat bazele militare americane de pe insulă.
- În martie 1947 a efectuat o vizită de stat⁠(en)[traduceți] în Ciudad de México, unde s-a întâlnit cu președintele Miguel Alemán Valdés⁠(en)[traduceți].
- În iunie 1947 a călătorit la Ottawa, Ontario, Canada pentru o vizită oficială unde s-a întâlnit cu guvernatorul general Harold Alexander și cu prim-ministrul Mackenzie King⁠(en)[traduceți].
- În septembrie 1947 a efectuat o vizită de stat la Rio de Janeiro, Brazilia, unde a ținut o cuvântare la Conferința Inter-Americană pentru Menținerea Păcii și Securității Continentale⁠(en)[traduceți] și la Congresul Brazilian.

A mai părăsit partea continentală a Statelor Unite doar de două ori (în Puerto Rico, în Insulele Virgine, și la Baza Navală din Golful Guantanamo⁠(en)[traduceți], Cuba, 20 februarie – 5 martie 1948; și în Insula Wake, 11–18 octombrie 1950) în cei aproape opt ani de președinție.

### Alegerile din 1952

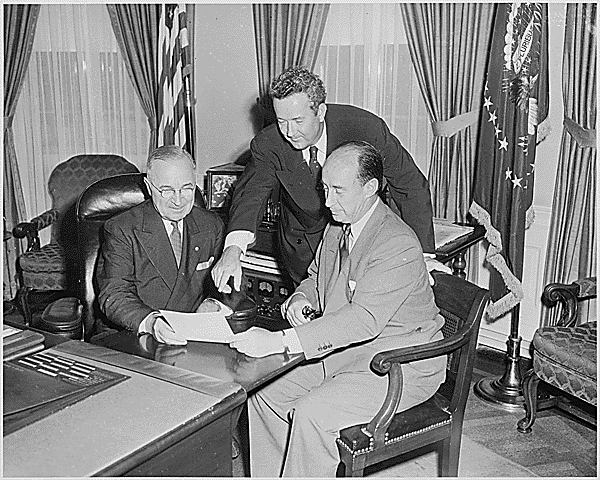
Din stânga: Președintele Harry S. Truman; candidatul pentru funcția de vicepreședinte, senatorul de Alabama ; și candidatul prezidențial, en Adlai Stevenson. Biroul Oval, 1952

În 1951, Statele Unite au ratificat Amendamentul 22⁠(en)[traduceți], prin care un președinte devenea ineligibil pentru un al treilea mandat sau pentru un al doilea mandat dacă a îndeplinit funcția timp de mai mult de doi ani din mandatul unui alt președinte ales anterior. Clauza i s-ar fi aplicat și lui Truman în 1952, dar o dispoziție tranzitorie a amendamentului excludea explicit aplicarea lui pentru președintele în funcție la momentul adoptării. Truman însă nu mai dorea să candideze.
La data alegerilor primare din 1952 pe statul New Hampshire, niciun candidat nu beneficia de susținerea lui Truman. Prima sa variantă, președintele Curții Supreme Fred M. Vinson⁠(en)[traduceți], refuzase candidatura; guvernatorul statului Illinois Adlai Stevenson îl refuzase și el pe Truman, vicepreședintele Barkley era considerat prea vârstnic, iar Truman nu avea încredere în senatorul Kefauver, care își făcuse un renume prin anchetarea scandalurilor administrației Truman. Truman spera să-l recruteze pe generalul Eisenhower drept candidat al democraților, dar a constatat că acesta era mai interesat de a obține candidatura din partea republicanilor. În consecință, Truman a permis susținătorilor săi să-i introducă numele în alegerile primare. Devenit între timp foarte nepopular, Truman a fost învins ușor de Kefauver; după 18 zile, președintele a anunțat oficial că nu va mai candida. El a reușit în cele din urmă să-l convingă pe Stevenson să candideze, iar guvernatorul a obținut nominalizarea la Convenția Națională a Partidului Democrat din 1952⁠(en)[traduceți].
Eisenhower a obținut candidatura republicană, cu senatorul Nixon drept candidat viceprezidențial, și a dus o campanie împotriva a ceea ce el a denunțat drept eșecurile lui Truman: „Coreea, comunismul și corupția”. El s-a angajat să curețe „mizeria de la Washington,” și a promis că va „merge în Coreea”. Eisenhower l-a învins detașat pe Stevenson în alegerile generale⁠(en)[traduceți], punând capăt la 20 de ani de președinți democrați. Deși Truman și Eisenhower fuseseră înainte buni prieteni, Truman s-a simțit trădat de Eisenhower când acesta nu l-a denunțat pe Joseph McCarthy în timpul campaniei. La fel, Eisenhower a fost indignat când Truman, care a efectuat un tur cu discursuri scurte pentru a-l susține pe Stevenson, l-a acuzat pe fostul general de ignorarea unor „forțe sinistre ... antisemitism, anticatolicism și xenofobie” în sânul Partidului Republican. Eisenhower a fost atât de indignat încât a amenințat că nu va efectua plimbarea obișnuită pe Pennsylvania Avenue înainte de inaugurare împreună cu președintele la final de mandat, și că în schimb îl va aștepta pe Truman pe treptele Capitoliului, unde are loc depunerea jurământului.

## După președinție

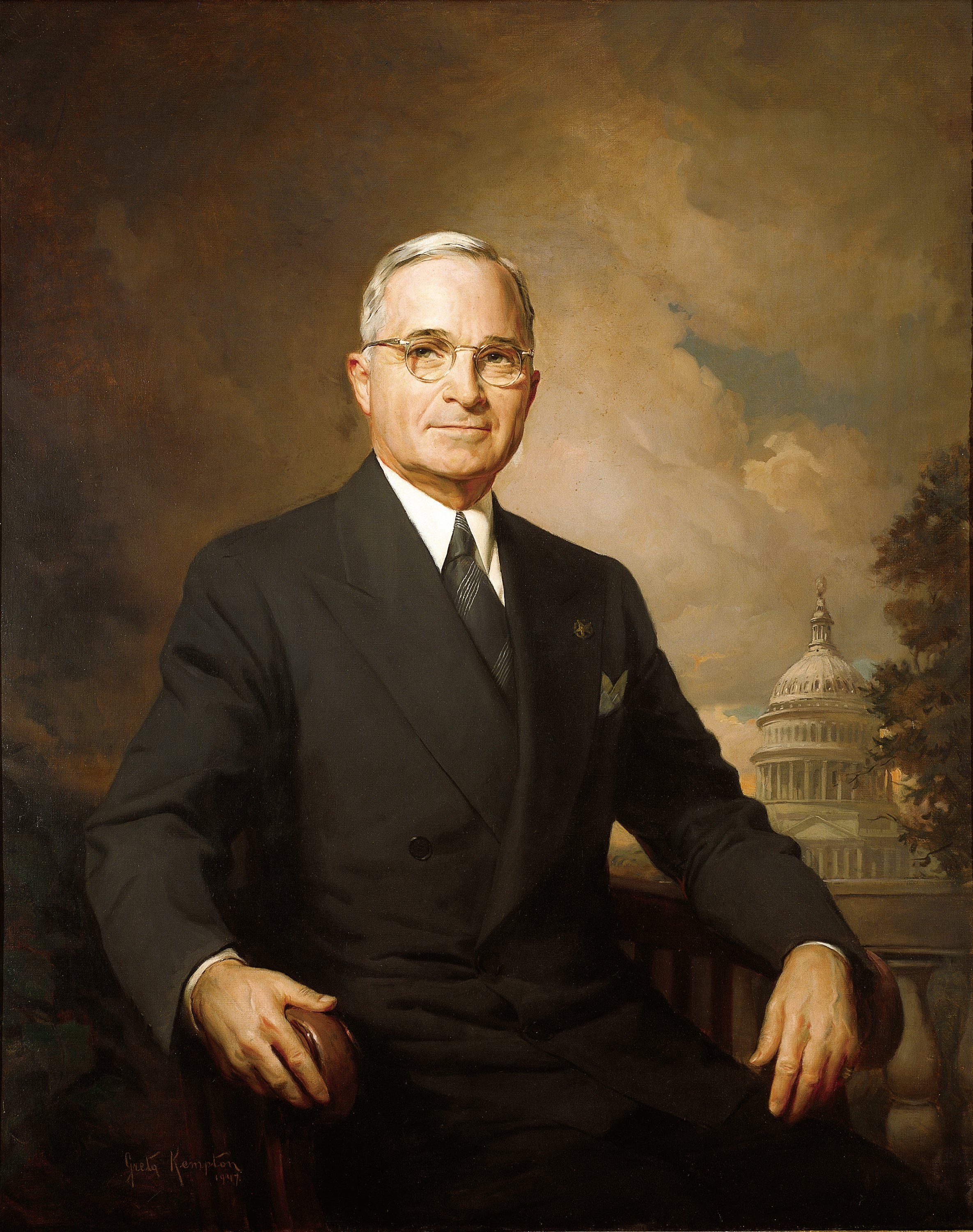
Portretul oficial de la Casa Albă al lui Harry S. Truman, realizat de en

La plecarea din funcție, Truman s-a întors la Independence, Missouri, să locuiască la casa Wallace, în care trăise împreună cu Bess ani de zile cu mama ei. După terminarea mandatului, Truman a hotărât rapid că nu dorește să intre în solda vreunei corporații, considerând că a profita de asemenea oportunități financiare ar știrbi din integritatea celei mai înalte funcții în stat. El a refuzat și multe alte oferte de publicitate. Întrucât primele lui afaceri nu avuseseră succes, el nu avea economii personale. Ca urmare, s-a confruntat cu dificultăți financiare. Odată plecat de la Casa Albă, singurul său venit era vechea sa pensie de veteran, de 112,56 de dolari pe lună. Foștii membri ai Congresului și foștii judecători federali beneficiau de pensii substanțiale; însuși președintele Truman s-a îngrijit ca foștii înalți funcționari ai executivului primesc un ajutor similar. În 1953 nu exista însă un asemenea pachet de beneficii pentru foștii președinți, și pentru perioada în Senat nu primea pensie.

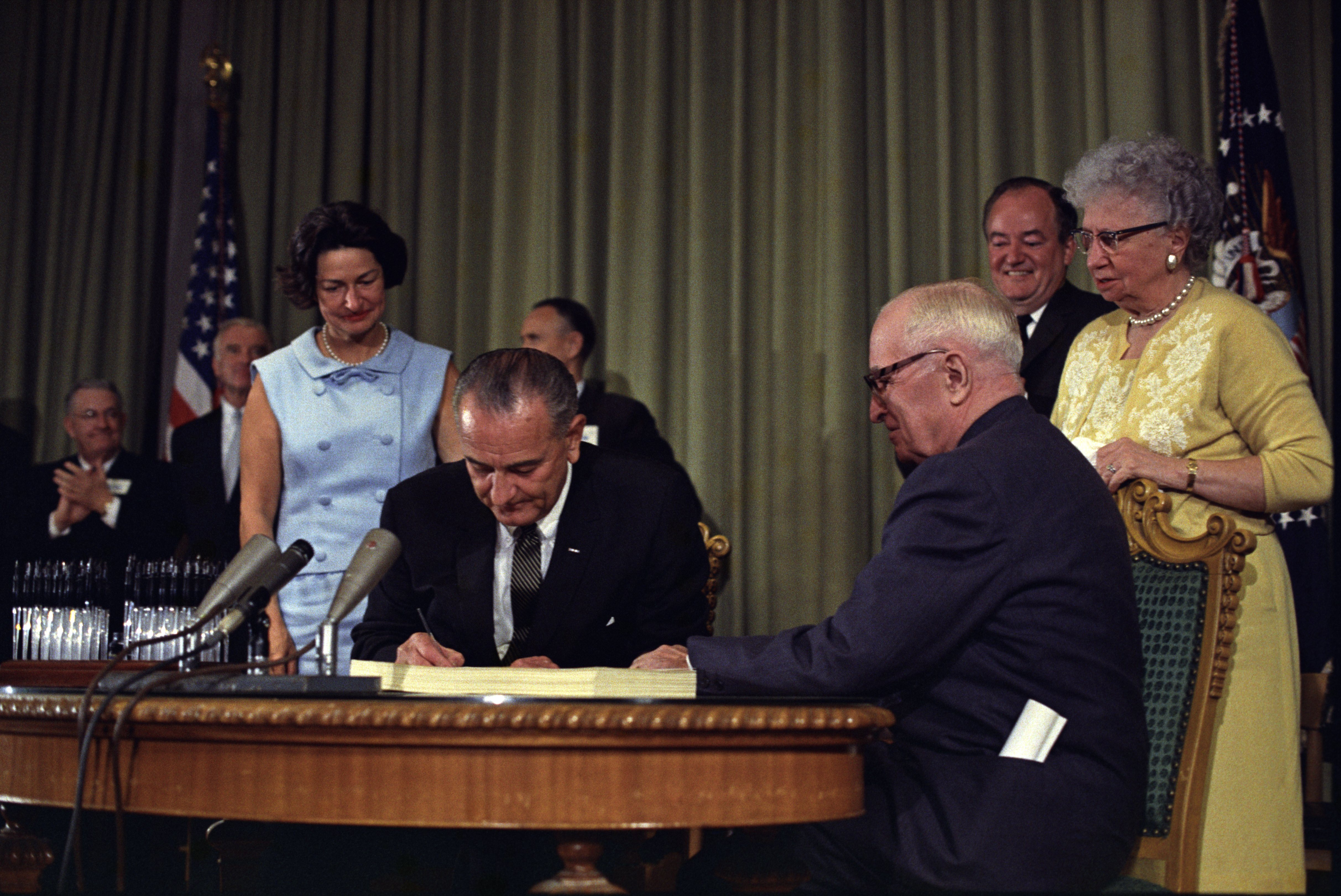
Truman (stâng în dreapta) și soția sa Bess (în spatele lui) participă la promulgarea Legii en la 30 iulie 1965, de către președintele Lyndon B. Johnson

La scurt timp după finalul mandatului, Truman a luat un credit de la o bancă din Missouri, și apoi a început să stabilească un nou precedent pentru viitorii șefi ai executivului: să scrie o carte pentru memoriile sale din timpul președinției. Ulysses S. Grant depășise probleme financiare similare scriindu-și memoriile, dar cartea a fost publicată postum și nu conținea detalii despre viața la Casa Albă. Pentru memoriile sale, Truman a primit doar o sumă inițială de 670.000 de dolari, din care două treimi a trebuit să le plătească drept impozit; după calculele lui, după plata asistenților, a rămas cu 37.000 de dolari. Memoriile au fost însă un mare succes comercial și critic; ele au fost publicate în două volume în 1955 și în 1956 de Doubleday (Garden City, N.Y) și de Hodder & Stoughton (Londra): Memoirs by Harry S. Truman: Year of Decisions și Memoirs by Harry S. Truman: Years of Trial and Hope.
În 1957, s-a afirmat că fostul președinte i-ar fi spus pe atunci liderului majorității din Cameră John McCormack⁠(en)[traduceți]: „dacă n-ar fi fost faptul că am putut vinde niște proprietăți pe care fratele meu, sora mea și cu mine le-am moștenit de la mama noastră, aș fi practic dependent de ajutorul social, dar cu vânzarea acelor proprietăți nu mai sunt într-un deranj financiar.” În anul următor, Congresul a adoptat Legea Foștilor Președinți⁠(en)[traduceți], oferind fiecărui fost președinte o pensie anuală de 25.000 de dolari; este foarte probabil ca situația lui Truman să fi jucat un rol în adoptarea legii. Singurul alt fost președinte în viață la acea dată, Herbert Hoover, a acceptat și el pensia, deși nu avea nevoie de bani; se spune că a făcut-o pentru a nu-l pune pe Truman într-o situație jenantă.
Predecesorul lui Truman, Franklin D. Roosevelt, își organizase propria bibliotecă prezidențială⁠(en)[traduceți], dar legile care aveau să permită foștilor președinți să facă același lucru încă nu intraseră în vigoare. Truman a lucrat pentru a aduna donații private în vederea construirii unei biblioteci prezidențiale, pe care a donat-o guvernului federal pentru a fi întreținută—o practică adoptată și de succesorii săi. A depus mărturie în fața Congresului pentru a primi fonduri în vederea copierii și organizării documentelor sale prezidențiale, și s-a mândrit cu adoptarea legii în 1957. Max Skidmore, în cartea sa despre viața foștilor președinți, a notat că Truman era un om citit, mai ales în domeniul istoriei. Skidmore a adăugat că legislația privind documentele prezidențiale și finanțarea bibliotecii sale „a fost culminarea interesului său în istorie. Împreună, ele constituie o enormă contribuție adusă Statelor Unite—una dintre cele mai mari a oricărui fost președinte.”
Truman a susținut și a doua candidatură pentru Casa Albă a lui Adlai Stevenson în 1956, deși la început îl favorizase pe guvernatorul democrat al statului New York W. Averell Harriman⁠(en)[traduceți]. Mulți ani a continuat să facă campanie candidaților democrați pentru Senat. La împlinirea vârstei de 80 de ani în 1964, Truman a fost sărbătorit la Washington, și s-a adresat Senatului, prevalându-se de o nouă regulă care a permis foștilor președinți să facă acest lucru. După o căzătură la el în casă la sfârșitul lui 1964, starea sa de sănătate s-a înrăutățit. În 1965, președintele Lyndon B. Johnson a promulgat legea Medicare⁠(en)[traduceți] la Muzeul și Biblioteca Harry S. Truman⁠(en)[traduceți] și a înmânat primele două carduri Medicare lui Truman și soției sale Bess în cinstea luptei dusă de fostul președinte în timpul mandatului său pentru un sistem sanitar de stat.

## Decesul

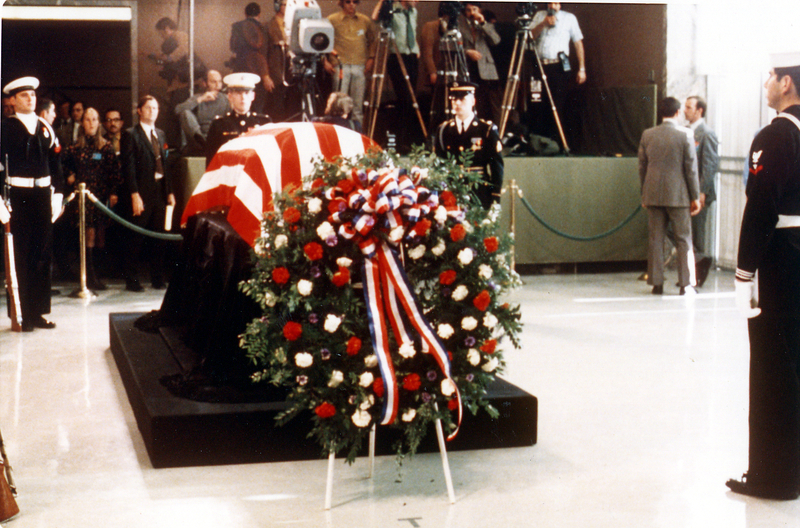
Coroană de flori la sicriul lui Truman în ziua înmormântării sale, 27 decembrie 1972,

La 5 decembrie 1972, Truman a fost internat la Research Hospital and Medical Center din Kansas City cu congestie pulmonară cauzată de o pneumonie. În următoarele săptămâni, a suferit multiple insuficiențe ale organelor vitale și a murit la ora 7:50 am în ziua de 26 decembrie, la 88 de ani. Bess Truman a ales o înmormântare simplă pentru soțul ei, refuzând funeralii naționale la Washington. La o săptămână după înmormântare, demnitarii străinți și oficialii de la Washington au participat la un serviciu memorial la Catedrala Națională din Washington. Bess a trăit până în 1982; ambii sunt înmormântați la Biblioteca și Muzeul Harry S. Truman din Independence.

## Memoria și moștenirea

### Moștenirea

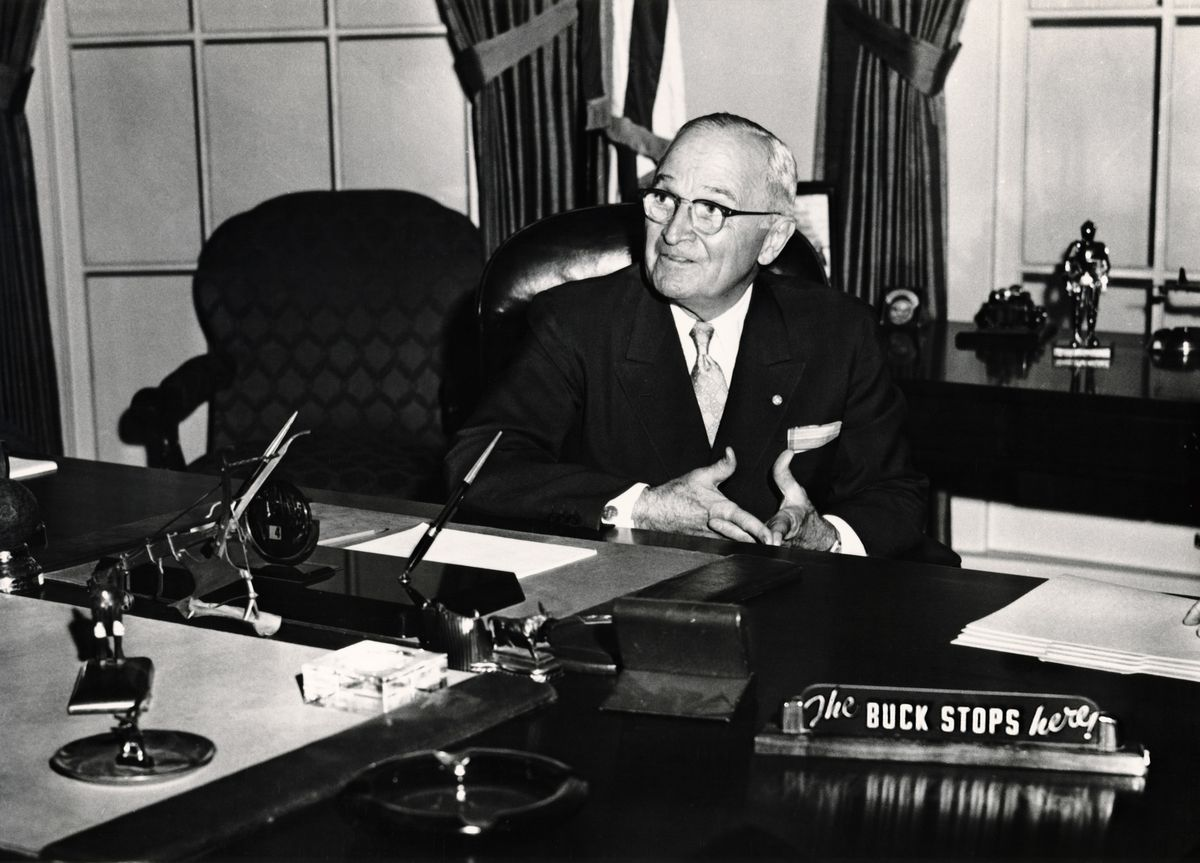
Truman pozând în 1959 la reconstituirea Biroului Oval Truman din Biblioteca Truman din 1959, cu celebrul semn „en” pe birou. (Pe spatele semnului scrie „sunt din Missouri”.)

Cu referire la perpetuarea diviziunilor din sânul Partidului Democrat, la Războiul Rece și la ciclul bulă-criză din economie, o carte din 1952, laureată a premiului American Political Science Association⁠(en)[traduceți] afirma că „după șapte ani de activitate agitată, chiar furioasă, a lui Truman, țara părea să fie cam în același punct ca atunci când a venit în funcție ... Nicăieri în întregul parcurs al lui Truman nu se poate indica măcar o singură realizare decisivă ... Toate priceperile și energiile lui—și el era printre cei mai harnici președinți ai noștri—au fost îndreptate către statul în loc”. Când a plecat din funcție în 1953, Truman era unul dintre cei mai nepopulari șefi ai executivului din istorie. Rata sa de aprobare, de 22% în sondajul Gallup din februarie 1952 era mai mică decât cea a lui Richard Nixon de 24% în august 1974, luna în care a fost obligat să demisioneze.
Sentimentele publicului american față de Truman s-au ameliorat constant cu trecerea anilor; încă din 1962, un sondaj efectuat asupra a 75 de istorici de către Arthur M. Schlesinger, Sr.⁠(en)[traduceți] îl plasa pe Truman între „aproape marii” președinți. Perioada de după moartea sa a consolidat o reabilitare parțială a amintirii sale atât între istorici cât și în rândurile publicului. Truman a murit la o vreme când țara era consumat de crizele din Vietnam și Watergate, iar moartea sa a adus un nou val de atenție asupra carierei sale politice. La începutul și mijlocul deceniului anilor 1970, Truman a capturat imaginația populară la fel ca în 1948, de această dată apărând ca un fel de erou popular, un președinte despre care se credea că exemplifică integritatea și responsabilitatea care mulți considerau că lipsește Casei Albe în mandatul lui Nixon. Această reevaluare publică a lui Truman a fost susținută de popularitatea unei cărți de amintiri împărtășite de Truman cu ziaristul Merle Miller⁠(en)[traduceți] începând cu anul 1961, cu acordul ca aceasta să nu fie publicată decât după moartea lui Truman.
Truman a fost criticat și după moarte. După o analiză a informațiilor ce stătuseră la dispoziția lui Truman despre prezența activităților de spionaj în guvernul SUA, senatorul democrat Daniel Patrick Moynihan⁠(en)[traduceți] a concluzionat că Truman a fost „aproape intenționat obtuz” în ce privește pericolul comunismului american. În 2010, istoricul Alonzo Hamby trăgea concluzia că „Harry Truman rămâne un președinte controversat.” După plecarea din funcție, Truman a avut rezultate bune în sondajele ce alcătuiau clasamente ale președinților. Niciodată nu s-a clasat mai jos de locul al nouălea, și a fost și pe locul al cincilea într-un sondaj C-SPAN din 2009.
Căderea Uniunii Sovietice în 1991 i-a făcut pe susținătorii lui Truman să ceară reevaluarea deciziilor lui Truman din perioada postbelică. Conform biografului lui Truman, Robert Dallek, „contribuția sa la victoria în Războiul Rece fără un conflict nuclear devastator l-a ridicat la statura de mare sau aproape mare președinte.”  Publicarea în 1992 a biografiei favorabile scrise de David McCullough⁠(d) a cimentat și mai mult această imagine a lui Truman de șef al executivului foarte respectat. Conform istoricului Daniel R. McCoy,
„
Harry Truman însuși lăsa o impresie puternică și deloc greșită că este un lider dur, implicat și direct. Era ocazional vulgar, adesea partizan, și de obicei naționalist ... În propriii săi termeni, Truman poate fi considerat a fi preîntâmpinat un al treilea război mondial și a fi apărat de opresiunea comunistă mare parte din ceea ce considerăm a fi lumea liberă. Și totuși el a eșuat în mod cert să îndeplinească scopul său Wilsonian de a asigura pacea veșnică, de a face lumea sigură pentru democrație și de a promova oportunități internaționale de dezvoltare individuală.”

### Situri și onoruri

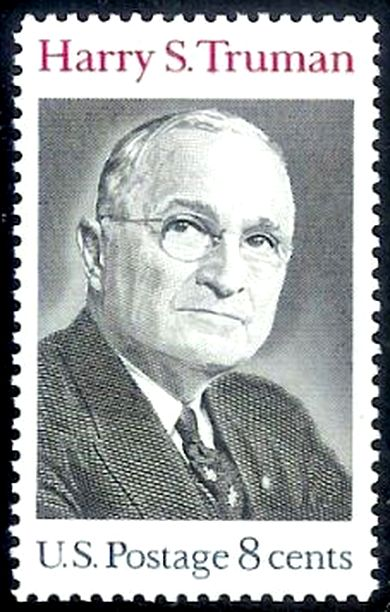
Timbru emis în 1973, după moartea lui Truman—el a fost comemorat pe cinci timbre americane, emise între 1973 și 1999.

În 1956, Truman a călătorit în Europa cu soția sa. În Regatul Unit, a primit o diplomă onorifică în drept civic de la Universitatea Oxford și s-a reîntâlnit cu Winston Churchill. În 1959, a primit o diplomă de 50 de la Masoni, prin care i se recunoștea implicarea: el fusese inițiat la 9 februarie 1909 în Loja Masonică Belton din Missouri. În 1911, a contribuit la înființarea Lojei Grandview, și i-a fost primul Maestru Venerabil. În septembrie 1940, în timpul campaniei pentru realegerea în Senat, Truman a fost ales Mare Maestru al Marii Loji Masonice a statului Missouri; Truman a afirmat mai târziu că alegerea sa în cadrul Masoneriei i-a asigurat victoria în alegerile generale. În 1945, a fost făcut 33° Sovereign Grand Inspector General și membru de onoare al consiliului suprem la sediul Jurisdicției Sudice a A.A.S.R. din Washington D.C.  Truman a fost și membru al societății Sons of the American Revolution⁠(en)[traduceți] (SAR) și membru deținător de legitimație al Sons of Confederate Veterans⁠(en)[traduceți]. Două dintre rudele sale au fost soldați confederați.
În 1975, a fost înființată Bursa Truman⁠(en)[traduceți] ca program federal pentru a cinsti studenții americani care au dat exemplu de devotament serviciului public și leadership în politicile publice. În 2004, a fost înființat Fellowshipul Președintele Harry S. Truman în Știința și Ingineria Securității Naționale ca poziție post-doctorală de trei ani la Sandia National Laboratories⁠(en)[traduceți]. În 2001, Universitatea Statului Missouri⁠(en)[traduceți] a înființat Școala Harry S. Truman de Afaceri Publice pentru a promova studiul și practica guvernării. Programele sportive Missouri Tigers⁠(en)[traduceți] ale Universității din Missouri au o mascotă oficială poreclită Truman the Tiger⁠(en)[traduceți]. La 1 iulie 1996, Northeast Missouri State University a devenit Universitatea de Stat Truman⁠(en)[traduceți]—pentru a marca transformarea sa dintr-un colegiu pedagogic într-o universitate foarte selectă de discipline umane și pentru a cinsti singurul missourian care a devenit președinte. Membră a City Colleges of Chicago⁠(en)[traduceți], Colegiul Harry S Truman⁠(en)[traduceți] din Chicago, Illinois, este numit în cinstea lui pentru devotamentul cu care a servit colegiile și universitățile publice. În 2000, sediul Departamentui de Stat, construit în anii 1930 dar nebotezat, a primit numele de Clădirea Harry S Truman⁠(en)[traduceți].
În ciuda încercărilor lui Truman de a limita expansiunea portavioanelor, care a dus la Revolta Amiralilor⁠(en)[traduceți] din 1949, un portavion militar este numit în cinstea lui. USS Harry S. Truman (CVN-75) a fost botezat la 7 septembrie 1996.  Regimentul 129 Artilerie Terestră⁠(en)[traduceți] este denumit „Truman's Own” ca recunoaștere a serviciului lui Truman de comandant al Bateriei D din cadrul său în timpul Primului Război Mondial.
În 1984, Truman a primit postum Medalia de Aur a Congresului⁠(en)[traduceți] SUA. În 1991, a fost introdus în Hall of Famous Missourians⁠(en)[traduceți], și un bust al său din bronz este expus permanent în rotonda Capitoliului Statului Missouri⁠(en)[traduceți]. În 2006, Thomas Daniel, nepot al soților Truman, a acceptat o stea pe Walk of Fame-ul din Missouri în cinstea răposatului său bunic. În 2007, John Truman, un nepot de frate, a acceptat o stea și pentru Bess Truman. Walk of Fame-ul se află în Marshfield, Missouri⁠(d), un oraș vizitat de Truman în 1948.
Alte situri asociate cu Truman sunt și:
- Situl Istoric Național Harry S. Truman⁠(en)[traduceți] cuprinde Casa Wallace de la 219 N. Delaware din Independence și ferma familiei din Grandview, Missouri⁠(d) (Truman a vândut mare parte din fermă pentru proiecte imobiliare din orașul Kansas City, între care Centrul Comercial Truman Corners).
- Situl Istoric Statal Locul Nașterii lui Harry S. Truman este casa în care Truman s-a născut și a petrecut primele 11 luni din viață în Lamar, Missouri.[257]
- Biblioteca și Muzeul Prezidențial Harry S. Truman⁠(en)[traduceți] – biblioteca prezidențială⁠(en)[traduceți] din Independence.
- Mica Casă Albă Harry S. Truman⁠(en)[traduceți] – reședința de iarnă a lui Truman de la Key West, Florida.